# Bignan
Pour les articles homonymes, voir Bignan (homonymie).
Bignan [biɲɑ̃] est une commune française, située dans le département du Morbihan en région Bretagne.
Le château de Kerguéhennec, parfois surnommé le « Versailles breton », est l'un des lieux les plus visités sur la commune.

## Géographie

### Situation
| Moréac              | Saint-Allouestre | Buléon              |
| Locminé Moustoir-Ac | Bignan           | Guéhenno            |
| Colpo               |                  | Saint-Jean-Brévelay |

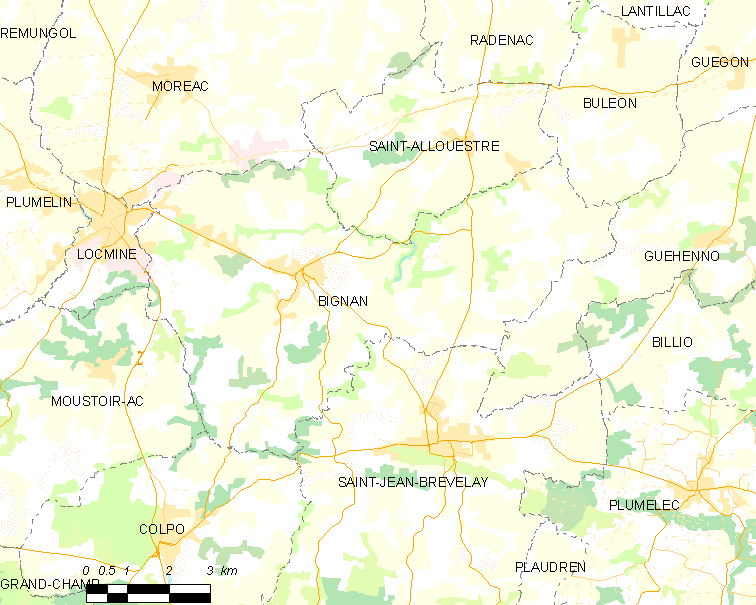
Carte de Bignan et des communes avoisinantes.

La commune est située dans les Landes de Lanvaux. Bien que limitrophe de Locminé, la commune de Bignan était située dans le canton de Saint-Jean-Brévelay et, depuis la réforme administrative de 2014, se trouve dans le canton de Moréac.

### Relief
Vaste commune de forme presque rectangulaire (la longueur étant dans le sens est-ouest)? Bignan a un relief assez accidenté : les points les plus élevés du finage communal, autour de 180 mètres d'altitude, se trouvent dans la partie sud-ouest de la commune (181 mètres entre Roscornec et Fondrenn, 179 mètres au nord de la Ville aux Vents) ; le point le plus bas (53 mètres) est dans l'angle sud-est du territoire communal, à la confluence du ruisseau de Trébimoël avec la Claie. Le bourg est vers 120 mètres d'altitude. Un escarpement très marqué, regardant vers le sud, haut d'une soixantaine de mètres, va de Cohcastel à Kergunu et domine l'extrême sud du territoire communal, de part et d'autre du hameau de Bezo, dont l'altitude est d'à peine une centaine de mètres.

### Hydrographie
Pour un article plus général, voir Réseau hydrographique du Morbihan.
La commune est située dans le bassin Loire-Bretagne. Elle est drainée par la Claie, le bras de la Claie, le Tarun, le Kergueurh, le ruisseau de Sainte-anne, le Keriolas et le ruisseau de Kerlen,,.
Le cours d'eau principal de la commune est la Claie, un affluent de rive droite de l'Oust et qui traverse la partie nord-est de la commune, alimentant l'étang de Kerguéhennec (un site de pêche), puis sert pour partie de limite orientale de la commune, la séparant de celle de Saint-Jean-Brévelay. D'une longueur de 62 km, elle prend sa source dans la commune de Saint-Allouestre et se jette  dans le canal de Nantes à Brest à Saint-Congard, après avoir traversé 13 communes. 
Plusieurs de ses affluents de rive droite concernent Bignan : le ruisseau de Kermeno, qui plus en aval porte le nom de ruisseau de Keriolas, sert de limite nord à la commune, la séparant de celle de Saint-Allouestre et le ruisseau de Trébimoël (qui porte le nom de ruisseau du Pont Ruyen dans sa partie amont) sert de limite sud à la commune, la séparant de celles de Colpo et Saint-Jean-Brévelay. Un affluent du ruisseau de Trébimoël, le ruisseau de Kergeurh, sert de limite à la partie sud-ouest de la commune, la séparant de celle de Moustoir-Ac. Enfin le Tarun (rivière affluente de l'Ével et sous-affluente du Blavet) et son affluent le ruisseau du Megouët servent de limite nord-ouest à la commune, séparant Bignan de Locminé. 

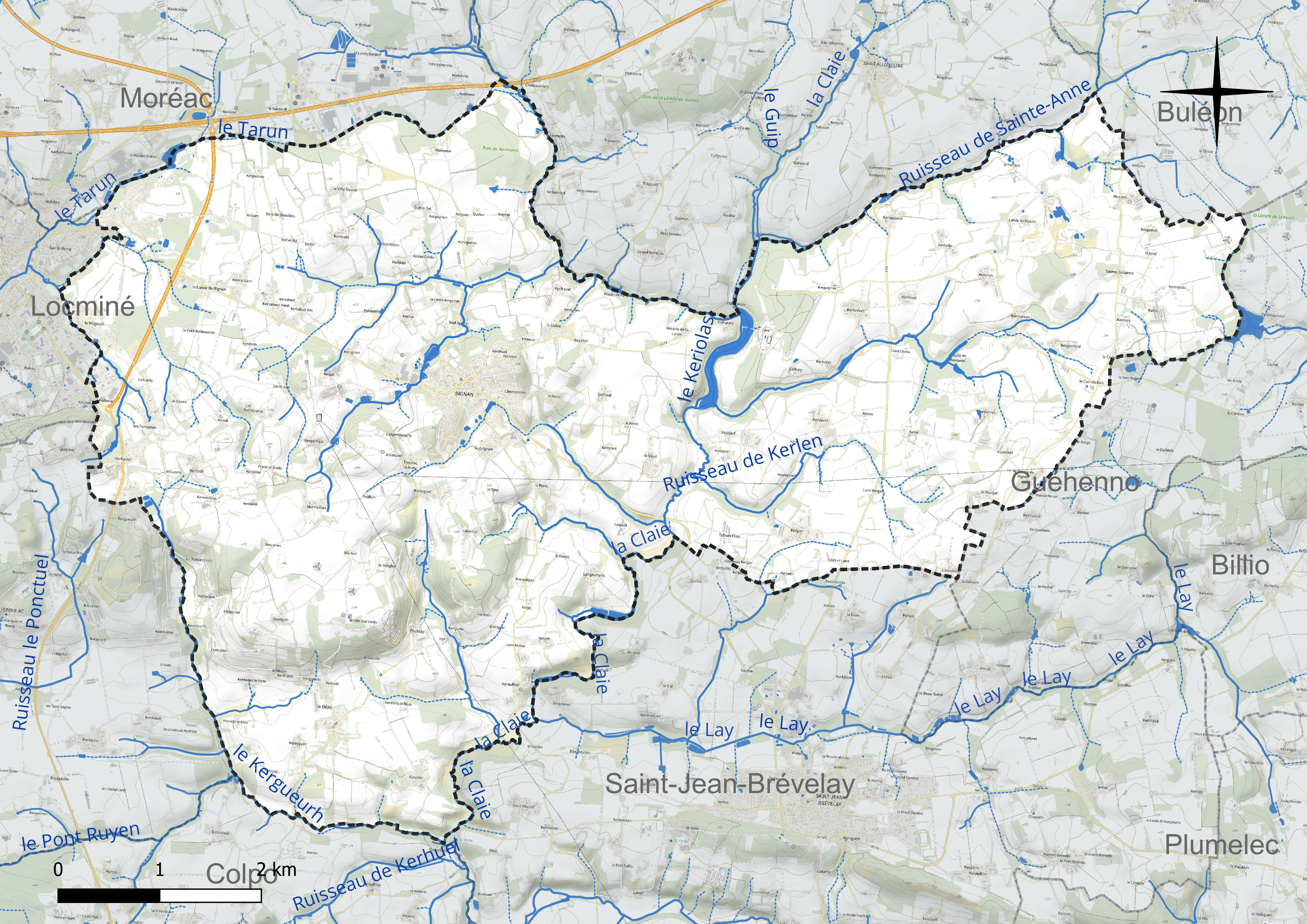
Réseau hydrographique de Bignan.

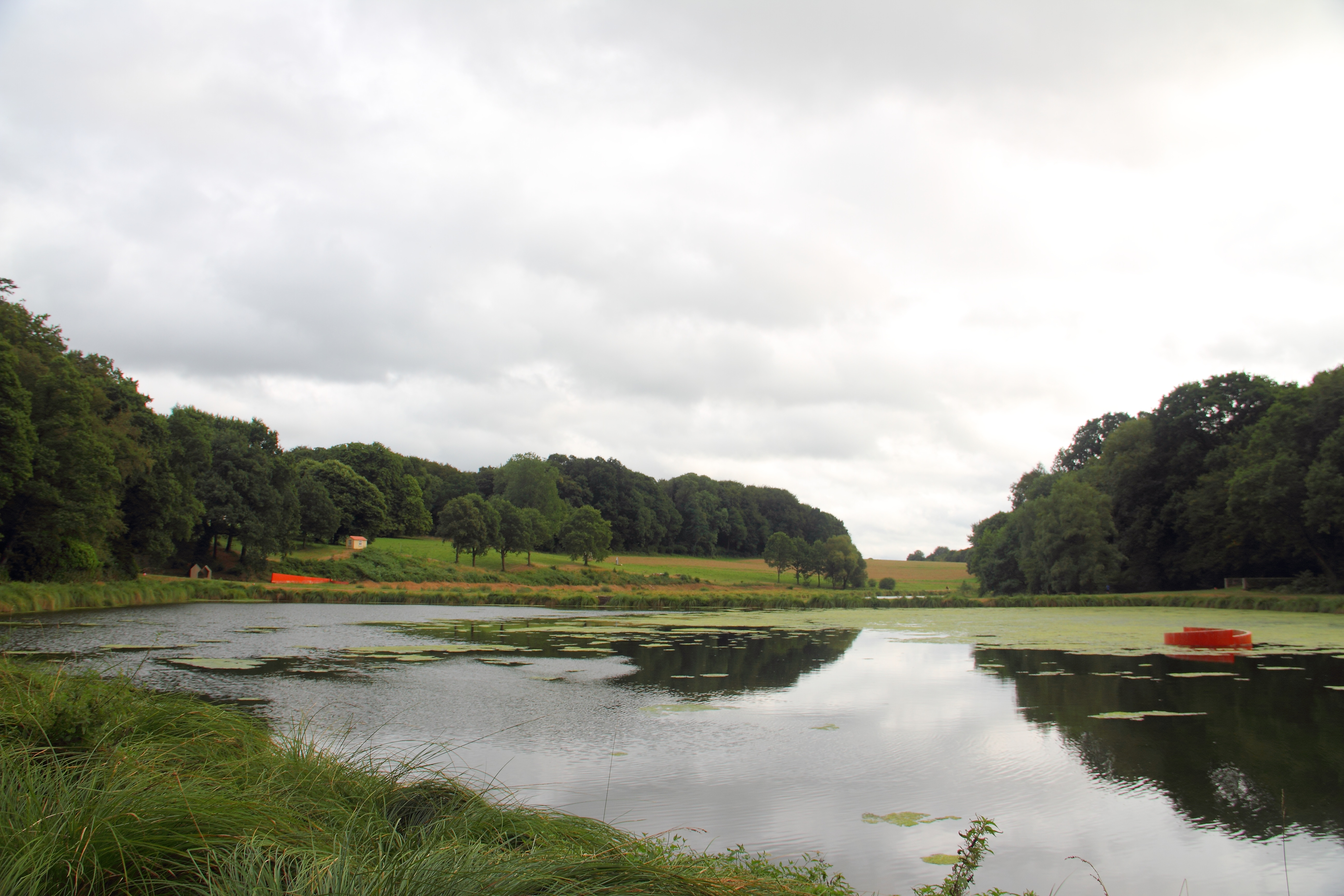
L'étang de Kerguéhennec.
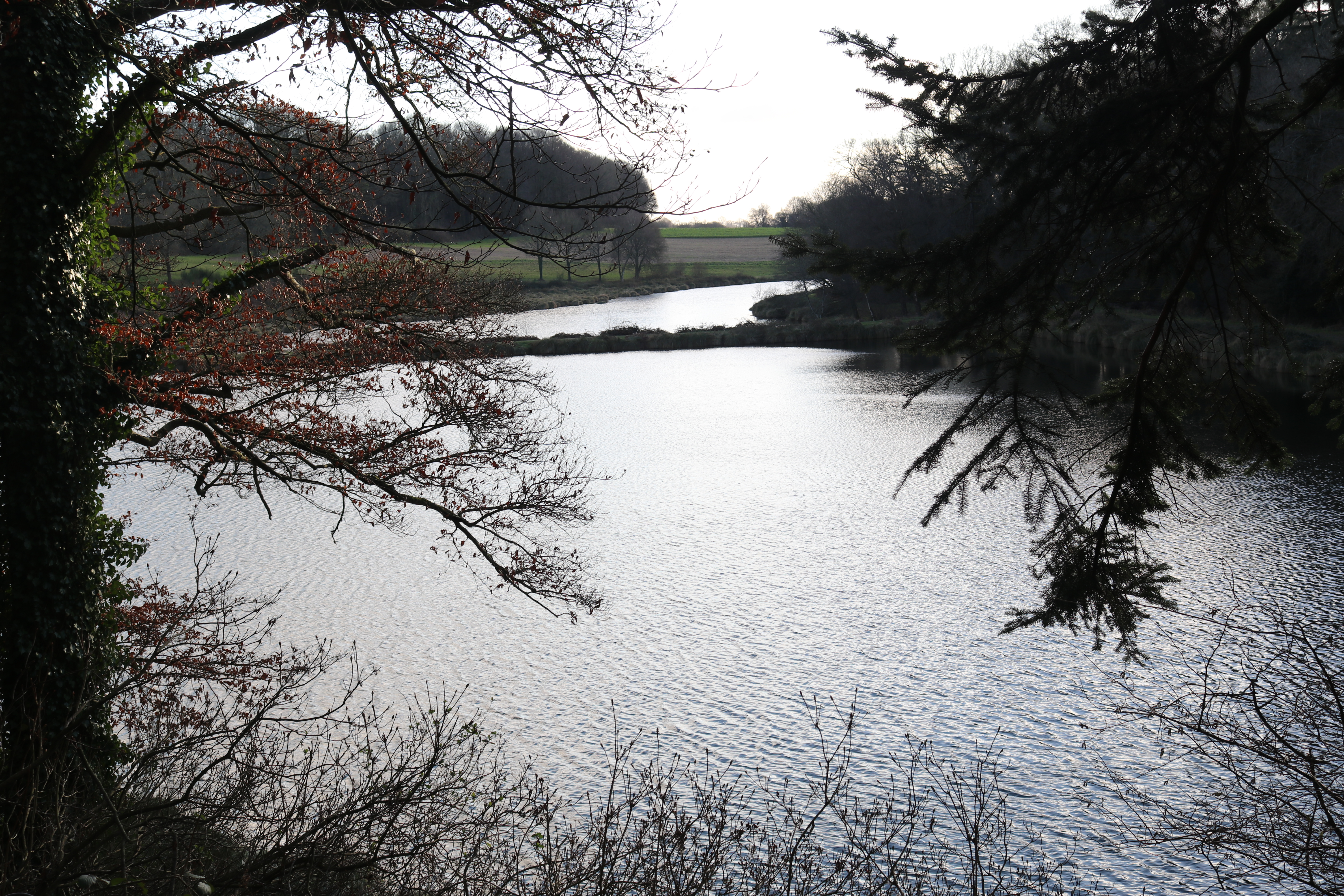
Les étangs de Kerguéhennec.

### Climat
Le climat qui caractérise la commune est qualifié, en 2010, de « climat océanique franc », selon la typologie des climats de la France qui compte alors huit grands types de climats en métropole. En 2020, la commune ressort du type « climat océanique » dans la classification établie par Météo-France, qui ne compte désormais, en première approche, que cinq grands types de climats en métropole. Ce type de climat se traduit par des températures douces et une pluviométrie relativement abondante (en liaison avec les perturbations venant de l'Atlantique), répartie tout au long de l'année avec un léger maximum d'octobre à février.
Les paramètres climatiques qui ont permis d’établir la typologie de 2010 comportent six variables pour les températures et huit pour les précipitations, dont les valeurs correspondent à la normale 1971-2000. Les sept principales variables caractérisant la commune sont présentées dans l'encadré ci-après.
| Paramètres climatiques communaux sur la période 1971-2000 - Moyenne annuelle de température : 11,3 °C - Nombre de jours avec une température inférieure à −5 °C : 1,6 j - Nombre de jours avec une température supérieure à 30 °C : 2,2 j - Amplitude thermique annuelle : 12 °C - Cumuls annuels de précipitation : 954 mm - Nombre de jours de précipitation en janvier : 14,2 j - Nombre de jours de précipitation en juillet : 7,1 j |

Avec le changement climatique, ces variables ont évolué. Une étude réalisée en 2014 par la Direction générale de l'Énergie et du Climat complétée par des études régionales prévoit en effet que la  température moyenne devrait croître et la pluviométrie moyenne baisser, avec toutefois de fortes variations régionales. La station météorologique de Météo-France installée sur la commune et mise en service en 1997 permet de connaître en continu l'évolution des indicateurs météorologiques. Le tableau détaillé pour la période 1981-2010 est présenté ci-après.
| Mois                                  | jan.          | fév.          | mars          | avril         | mai           | juin          | jui.          | août          | sep.          | oct.            | nov.          | déc.          | année     |
| ------------------------------------- | ------------- | ------------- | ------------- | ------------- | ------------- | ------------- | ------------- | ------------- | ------------- | --------------- | ------------- | ------------- | --------- |
| Température minimale moyenne (°C)     | 3,2           | 3,1           | 4,2           | 5,4           | 8,8           | 11,1          | 12,6          | 12,6          | 10,3          | 8,7             | 5,5           | 3,1           | 7,4       |
| Température moyenne (°C)              | 6             | 6,5           | 8,2           | 10,2          | 13,6          | 16,4          | 17,9          | 18            | 15,8          | 12,6            | 8,8           | 6             | 11,7      |
| Température maximale moyenne (°C)     | 8,8           | 9,8           | 12,3          | 15            | 18,4          | 21,6          | 23,1          | 23,5          | 21,2          | 16,5            | 12,1          | 8,9           | 16        |
| Record de froid (°C) date du record   | −8 07.01.09   | −8,5 11.02.12 | −8,3 01.03.05 | −3,9 11.04.03 | −1,4 02.05.21 | 1,8 01.06.06  | 5,4 29.07.15  | 4,4 31.08.03  | 1,5 29.09.07  | −4,5 30.10.1997 | −5,9 29.11.10 | −7 29.12.05   | −8,5 2012 |
| Record de chaleur (°C) date du record | 17,5 27.01.03 | 21,6 27.02.19 | 23,2 30.03.21 | 27,8 15.04.15 | 30,1 30.05.03 | 34,2 22.06.03 | 35,9 19.07.16 | 38,2 09.08.03 | 31,5 07.09.16 | 28,5 02.10.11   | 20,1 01.11.15 | 15,7 19.12.15 | 38,2 2003 |
| Précipitations (mm)                   | 118,6         | 74,6          | 82,5          | 81,2          | 67,3          | 48,5          | 56,2          | 58            | 58,6          | 121,8           | 120,3         | 123,2         | 1 010,8   |

### Transports
Bignan est desservi principalement par la D 1, qui vient côté sud-est de Saint-Jean-Brévelay où elle débute (la D 778, ancienne RN 778, la relie à Meucon et audelà, via la D 767, ancienne RN 167, à Vannes) ; la D1 se poursuit en direction du nord-ouest vers Locminé et Guémené-sur-Scorff. La D 11, qui vient aussi côté sud de Saint-Jean-Brévelay, traverse la partie orientale de la commune et se dirige côté nord en direction de Rohan via Saint-Allouestre.
Bignan n'a pas de desserte ferroviaire ; elle fut desservie par la gare des Chemins de fer du Morbihan de Locminé pendant la période d'ouverture (1902-1947) de ce réseau ferroviaire. La gare TGV la plus proche est celle de Vannes.

### Paysages et habitat
Bignan présente un paysage agraire traditionnel de bocage avec un habitat dispersé en écarts formés de hameaux (appelés localement "villages") et fermes isolées. Commune éloignée des grands centres urbains, la commune a conservé son caractère rural, même si le bourg a beaucoup grossi depuis les Trente Glorieuses avec la construction de lotissements principalement à l'est du bourg traditionnel, le reste de la commune échappant à la rurbanisation sauf à proximité immédiate de Locminé où le centre commercial de Kerforho, situé en périphérie de l'agglomération de Locminé, se trouve sur le territoire communal de Bignan.
Le bois de Kermeno est le bois le plus étendu de la commune : il se trouve dans sa partie nord.

## Urbanisme

### Typologie
Au 1er janvier 2024, Bignan est catégorisée commune rurale à habitat dispersé, selon la nouvelle grille communale de densité à sept niveaux définie par l'Insee en 2022.
Elle est située hors unité urbaine et hors attraction des villes,.

### Occupation des sols

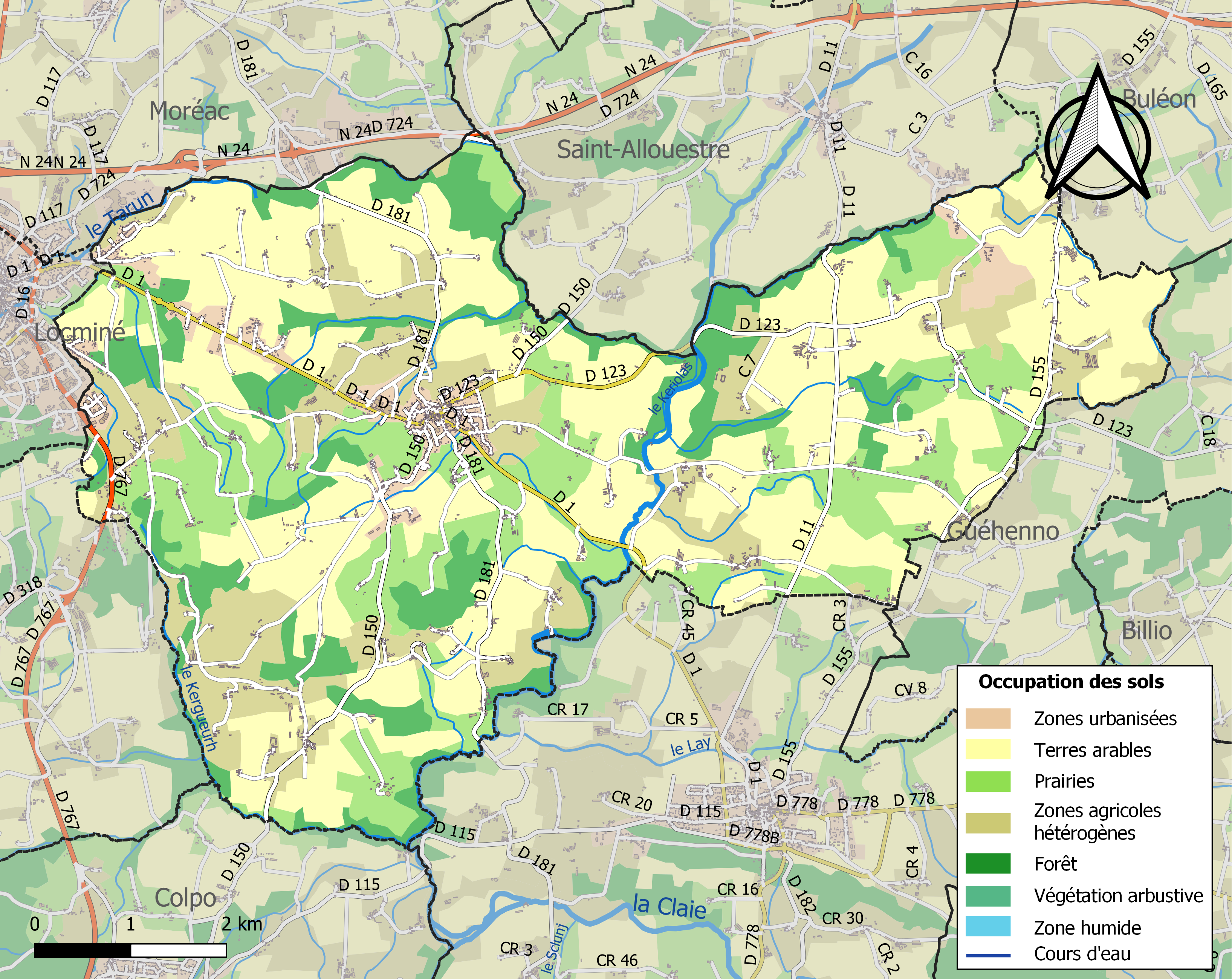
Carte des infrastructures et de l'occupation des sols de la commune en 2018 (CLC).

Le tableau ci-dessous présente l'occupation des sols de la commune en 2018, telle qu'elle ressort de la base de données européenne d’occupation biophysique des sols Corine Land Cover (CLC).
| Type d’occupation                                                                   | Pourcentage | Superficie (en hectares) |
| ----------------------------------------------------------------------------------- | ----------- | ------------------------ |
| Tissu urbain discontinu                                                             | 3,5 %       | 160                      |
| Zones industrielles ou commerciales et installations publiques                      | 0,2 %       | 11                       |
| Extraction de matériaux                                                             | 0,6 %       | 29                       |
| Terres arables hors périmètres d'irrigation                                         | 44,2 %      | 2035                     |
| Prairies et autres surfaces toujours en herbe                                       | 19,6 %      | 900                      |
| Systèmes culturaux et parcellaires complexes                                        | 16,2 %      | 745                      |
| Surfaces essentiellement agricoles interrompues par des espaces naturels importants | 2,1 %       | 85                       |
| Forêts de feuillus                                                                  | 8,3 %       | 382                      |
| Forêts de conifères                                                                 | 2,8 %       | 127                      |
| Forêts mélangées                                                                    | 2,6 %       | 119                      |
| Source : Corine Land Cover                                                          |             |                          |

## Toponymie

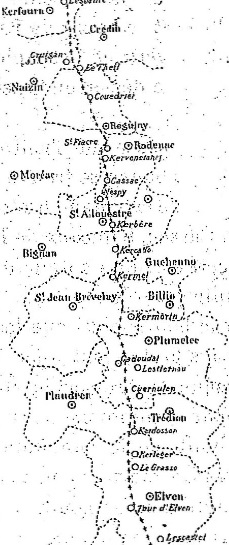
Carte de la limite linguistique entre les langues bretonne et gallèse en 1886 (par Paul Sébillot).

Les formes les plus anciennes de Bignan, qui soient connues, ne remontent pas au-delà du XVe siècle. On trouve, dans les archives des Rohan, Bingnen en 1421, Buignen en 1428 et  Bignen en 1461. Cette paroisse relevait en effet autrefois du doyenné de Porhoët, fief des seigneurs de Rohan. La signification de ce toponyme est obscure. Plusieurs hypothèses existent :
- un Beg (soit Beg-Hent- soit Beg-nein : bout du chemin ou de Naizin) mais la nasalisation du breton semble s’y opposer ;
- une origine similaire (« petite Béthanie »)[23] aux Beignon et Bignac des pays Gallo et charentais ce qui lui donnerait une origine gallo-romaine ;
- une origine bretonne via le terme Bedun signifiant bouleau qui se dit beg beu aujourd'hui, on trouve effectivement un lieu-dit, le Bézo, qui pourrait le confirmer (bézo = bouleaux) ;
- une idée de hauteur basée sur les radicaux celtiques benn (Benian) et penn = hauteur (rapprochement avec pign : pignein (monter). Le bourg est en effet situé sur une hauteur.

Begnen en gallo.

## Histoire

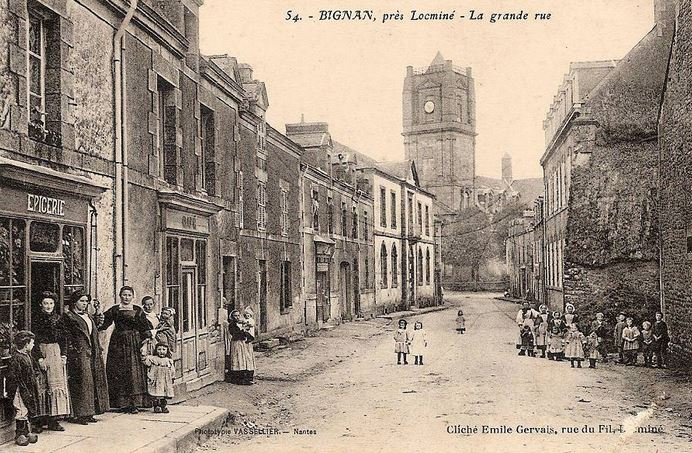
Bignan. Grande-Rue.

### Préhistoire
On a trouvé à Bignan en 1906 des vestiges de l'époque acheuléenne et des vestiges d'habitats de l'âge du fer.

### Antiquité
Selon François-Marie Cayot-Délandre, qui écrit en 1847, les restes d'un camp romain (« un fossé de 750 mètres de longueur, bordé par un parapet haut de 4 mètres et large de 15 mètres, accompagné de douves profondes ») se trouve à proximité des villages du Petit-Clesio et de Kerviguenno et non loin du tracé de la voie romaine qui allait de Darioritum (Vannes) à Corseul. Il écrit aussi que la tradition orale affirmait que ce retranchement aurait servi lors de conflits armés opposant au Moyen-Âge un seigneur de Kermeno aux moines rouges qui avaient leur couvent à l'emplacement actuel du bourg de Bignan.

### Moyen-Âge
Bignan a probablement été une paroisse primitive qui aurait englobé Saint-Jean-Brévelay, Colpo et la moitié sud de Guéhenno.
Guillaume de Bignan aurait participé en 1252 à la fondation de l'Abbaye de Prières en Billiers. Les Templiers auraient eu plusieurs établissements sur le territoire de Bignan, dont la chapelle de la Trinité.
Bignan forma une petite vicomté possédée successivement par les familles de Trébimoel, de Molac, de la Chapelle, de Rosmadec et de Rohan-Chabot.
Selon un aveu de 1471, Bignan était, au sein de la Vicomté de Rohan, une des 46 paroisses ou trèves de la seigneurie proprement dite de Rohan.

### Temps modernes
Quatre chapellenies (Saint-Pierre, Notre-Dame de Trébimoël et Saint-Blaise, Notre-Dame des Rochers [à Kerguéhennec] et Notre-Dame de Beaulieu) et six frairies (le Bourg, la Trinité, Sainte-Susanne, le Bézo, les Fontaines et Colpo) existaient à Bignan.

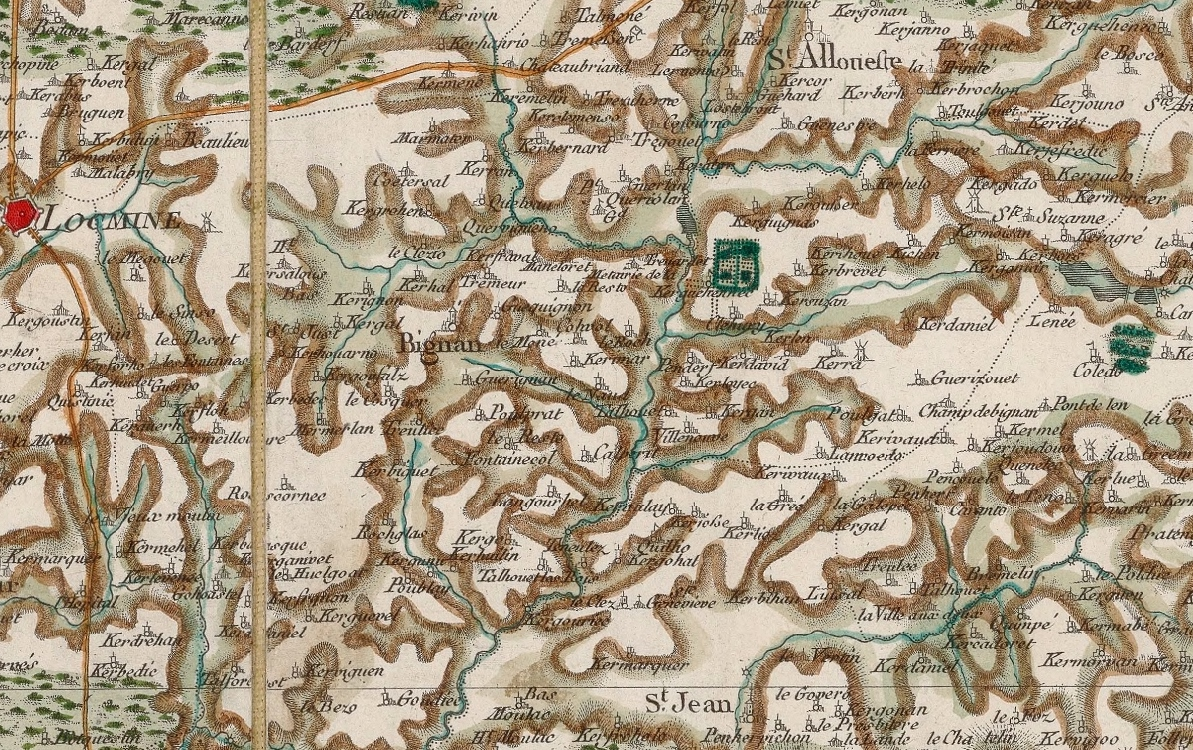
Carte de Cassini de la paroisse de Bignan (1789).

Jean-Baptiste Ogée décrit ainsi Bignan en 1778 :

« Bignan ; vicomté ; à 5 lieues au Nord de Vannes,  son évêché, sa subdélégation et son ressort ; et à 17 lieues trois quarts de Rennes. On y compte 2 500 communiants. La cure est à l'Ordinaire. M. le duc de Rohan en est Seigneur. La rivière de Loc baigne ce territoire qui forme un pays plat si vous exceptez quelques vallons. On y voit des terres en labeur fertiles en grains de toutes espèces, quelques prairies, des taillis et des landes en quantité. Les maisons nobles sont Guéhennec, avec haute-justice, qui ressortit à Pontivi ; et Trélaimoet, aussi haute-justice, qui ressortit au même siège. »

### Révolution française
Le recteur Pierre Nourry, qui a fait reconstruire l'église paroissiale, l'ancienne étant trop vétuste, à partir de 1787 (les travaux furent interrompus par la Révolution, mais reprirent ensuite), est élu maire de Bignan en 1790 ; mais prêtre réfractaire, il doit s'exiler en Espagne pendant la Terreur, tout en restant en contact par lettres avec ses paroissiens qu'il retrouve un temps après le Concordat, avant d'être nommé prêtre de la cathédrale de Vannes.
Bignan se soulève pour la première fois en 1793 au passage d'un détachement de Lorient qui se rendait à Baud.
Bignan fut un centre très actif de chouannerie à partir de 1794 par l'action de Pierre Guillemot, dit « le roi de Bignan », lieutenant de Georges Cadoudal,. Sa première action d'éclat date du 8 octobre 1793 un détachement de 80 soldats républicains escortait l'abbé Leclerc, vicaire à Saint-Jean-Brévelay, prêtre réfractaire, qu'ils conduisaient devant le tribunal. À la hauteur du Bois de Collédo (en Guéhenno) 30 hommes que Pierre Guillemot commandait, tendirent une embuscade et délivrèrent le prêtre.
Le 12 brumaire an III (2 novembre 1794) l'agent national de Josselin écrit au Comité de salut public que « les municipalités de Cruguel, Plumelec, Saint-Jean, Bignan, Buléon, Radenac, Pleugriffet, Réguiny et Credin ne peuvent plus faire exécuter les lois, ni ordonner les réquisitions des grains, fourrage et charrons. Les brigands |chouans] rôdent dans ces communes et les en empêchent. Ils menacent tous les individus qui désireraient y obtempérer de les assassiner eux et leurs familles et d'incendie leur domicile ».
En 1795 les bandes armées de Georges Cadoudal, Lemercier et Pierre Guillemot refusent de reconnaître les chefs qui leur sont envoyés, au nom des princes, par Joseph de Puisaye et le Conseil royal du Morbihan. Elles somment Boulanvilliers de se rallier à leurs chefs. Dans toute la région de Bignan les hommes de 15 à 50 ans rejoignent les insurgés et les femmes confectionnent leurs vêtements.
Le château de Kerguéhennec, parfois surnommé le « Versailles breton », servit d'entrepôt aux chouans pour soustraire les récoltes à la loi de réquisition des grains appliquée par l'administration républicaine,.
Entre 1789 et 1803, une fraternité laïque dominicaine, le "Tiers-Ordre de Saint-Dominique" du diocèse de Vannes, recrutait de nombreux membres dans la région, principalement à Grand-Champ (24 membres cités), Bignan (15 membres) et Moustoir-Ac (13 membres).

### LeXIXesiècle
Bonaparte, alors Premier Consul, demande le 15 prairial an XI (4 juin 1803 à son ministre de la justice Régnier de demander des renseignements sur les maires et curés de Bignan et des communes voisines, « ainsi que sur la situation de l'esprit public de ces communes et ceux des habitants qui pourraient être soupçonnés » de correspondre avec Georges Cadoudal.
Jules Simon décrit Bignan vers 1830 : « On fait un assez grand commerce de chanvre et de bestiaux, de sorte qu'il y a là une demi-douzaine de gros marchands, moitié paysans, moitié bourgeois, qui ne vont qu'à la première messe le dimanche, et qui passent, non sans raison, pour des bleus  [républicains]  enragés » et évoque Auguste de Brossard, maire entre 1826 et 1830, « qui s'était signalé, dès la première année de son administration, en refusant de marcher derrière le dais, avec son écharpe, à la procession de la Fête-Dieu ».
Les trois frères Nayl, de Saint-Allouestre, arrêtés alors qu'ils se cachaient dans une hutte de charbonniers, furent condamnés à mort pour l'assassinat en 1830 d'Auguste de Brossard, maire de Bignan, lors de la Chouannerie de 1832 par la Cour d'assises de Vannes ; le véritable coupable étant ensuite découvert, ils furent défendus par Jules Simon afin d'être officiellement reconnus innocents.
Mathurin Mandard, originaire de Bignan, fut un chef de bande pendant la Chouannerie de 1832.
A. Marteville et P. Varin, continuateurs d'Ogée, décrivent ainsi Bignan en 1843 :

« Bignan, commune formée de l'ancienne paroisse de ce nom ; aujourd'hui succursale ; chef-lieu de perception ; brigade de gendarmerie à pied ; une autre à Château-Vaissières (...). Principaux villages : Kersalouse, Le Reste, Treuliec, Kergueur, Kerfloch, le Mené, Guerigan, Mermerlan, Tyhuelcoat, Penhouet, Lenvaud, Kerguinec, Kerliec, Kerhouzai, Kerhour, La Ferrifère, Kercado,  le bas Penderf, le Roc'h, Kerleu, Kerichen, Loublay, Cornehouet, Elisen, Langoulhervé, Kerferhant, le Mené. Superficie totale 5 457 hectares 98 ares, dont (...) terres labourables 1 923 ha, prés et pâturages 480 ha, bois 458 ha, vergers et jardins 122 ha, landes et incultes 2 327 ha, étangs 7 ha (...). Moulins à vent de Roch, de Saint-René, de Kerdaniel ; à eau de Roch, de Kerauffray, de Keriolas, de Haris. Châteaux de Kerdaniel, de Beaulieu, de Kerguéhennec. Il y a foire le 6 mai, ou le lendemain si ce jour est férié. Géologie : schistes micacés dans le nord. On parle le breton. »

Le "Tiers-Ordre de Saint-Dominique" poursuivit ses activités dans la paroisse de Bignan entre 1815 et 1862, y exerçant une forte influence et étant pour partie à l'origine de la fondation de la Congrégation des Filles de Jésus, projetée à la fin du XVIIIe siècle par Pierre Nourry, alors curé de Bignan, et fondée par son successeur Yves-Marie Coëffic en 1834. Au nombre de 10 lors de leur installation en 1834 dans le couvent qu'on venait de leur bâtir à Bignan, les religieuses de la "Congrégation des Filles de Jésus", appelées alors aussi "Sœurs de Bignan", étaient en 1860 lorsqu'elles quittèrent Bignan pour s'installer à Plumelin dans un lieu rebaptisé "Kermaria", au nombre de 138 (dont 50 converses), plus une trentaine de novices, réparties dans 22 établissements.
Pierre-Marie Robino, laboureur à Kergarido en Bignan, participa à la Guerre de Crimée.
Le 16 août 1858, après avoir déjeuné à Colpo chez la princesse Baciocchi, le cortège impérial (Napoléon III et Eugénie de Montijo) traverse Bignan, où un arc de triomphe est orné des instruments et des produits de l'agriculture ; il porte l'inscription suivante : "Vivent l'Empereur et l'Impératrice longtemps ! Vive l'Empire toujours !".
La création de la commune de Colpo en 1864, pour partie au détriment de Bignan, fait passer la superficie de la commune de Bignan de 5 458 hectares à 4 583 hectares.
En 1882, le comte de Lanjuinais, maire de Bignan, fut révoqué (mais réélu ensuite) en raison de son opposition aux lois Jules Ferry de 1881 et 1882 sur l'enseignement primaire.
Un congrès de l'Union régionaliste bretonne se tint à Bignan le 27 août 1899. La même année ouvre à Bignan un bureau télégraphique

### LeXXesiècle

#### La Belle Époque
En décembre 1902 un violent incendie détruisit au bourg de Bignan sept maisons couvertes de chaume.
La majorité des habitants parlent breton. L'abbé Jérôme Buléon, recteur de Bignan, estime en 1902 que dans sa paroisse une quarantaine de personnes comprennent le français ; il assure pour celles-ci une prédication spéciale en français dans une chapelle. Le curé de Bignan voit son traitement suspendu en janvier 1903 pour avoir prêché et enseigné le catéchisme en breton.

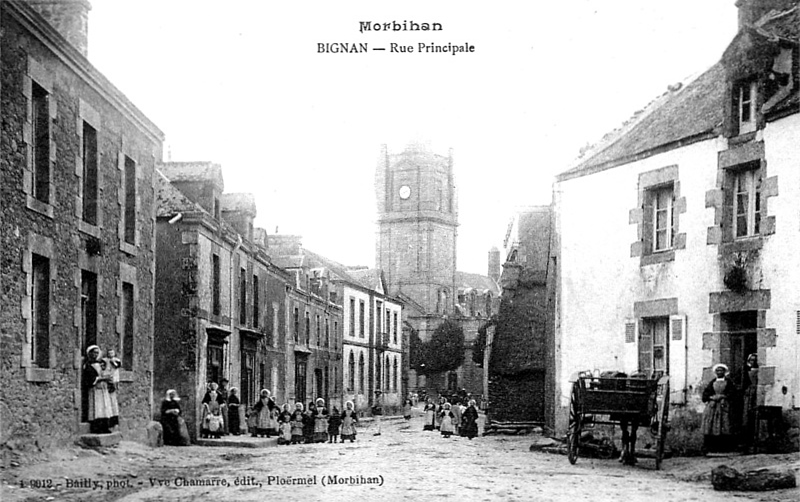
Bignan : la rue principale au début du XXe siècle (carte postale).
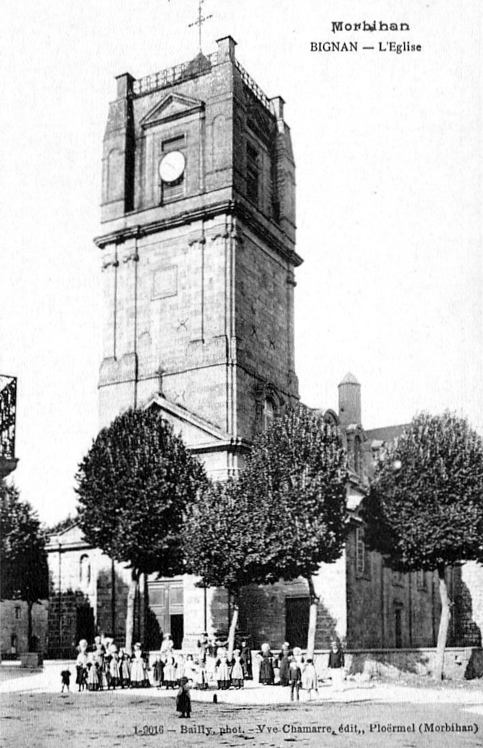
Bignan : le clocher de l'église paroissiale au début du XXe siècle (carte postale).

L'inventaire des biens d'église qui devait avoir lieu à Bignan le 10 mars 1906 ne put être effectué, le curé et les paroissiens refusant de donner la clef de l'église au percepteur de Saint-Jean-Brévelay, lequel n'insista pas malgré la présence d'un peloton de dragons et de quelques gendarmes. « Un grand drap ortuaure est tendu devant la porte principale. Un groupe d'hommes a passé la nuit dans l'église de peur d'une surprise ».
Le 28 septembre 1913 la pièce de théâtre Boëh er Goed ("La voix du sang"), de l'abbé Le Bayon, vicaire dans la paroisse, déjà jouée à Sainte-Anne-d'Auray, est jouée à Bignan devant une foule nombreuse. La troupe de théatre populaire en breton de Bignan était alors active : elle avait par exemple déjà donné des représentations du Mystère de Nicolazic à Sainte-Anne-d'Auray les 25 et 26 juillet 1909 ; elle joue aussi en 1912 Ar en hent de Vethleem ("En route vers Bethléem"), notamment à Sainte-Anne-d'Auray ; etc..

#### La Première Guerre mondiale
Le monument aux morts de Bignan porte les noms de 149 soldats morts pour la France pendant la Première Guerre mondiale : parmi eux trois au moins sont morts sur le front belge (Jean Dréano à Maissin et Albert Moisan à Rossignol, tous les deux dès le 22 août 1914 et Henri Le Quentrec à Poperinghe le 21 mai 1918) ; 4 au moins (Joachim Cadoret, François Le Corvic, Allain Le Quentrec et Félix Le Turnier) sont morts alors qu'ils étaient en captivité en Allemagne; un au moins (Jacques Suillaud) est un marin disparu en mer ; la plupart des autres sont décédés sur le sol français.

#### L'Entre-deux-guerres
En 1927, l'école chrétienne de garçons de Bignan avait 72 élèves, celle des filles 124 élèves alors que l'école laïque de garçons avait 18 élèves et celle des filles sept élèves.

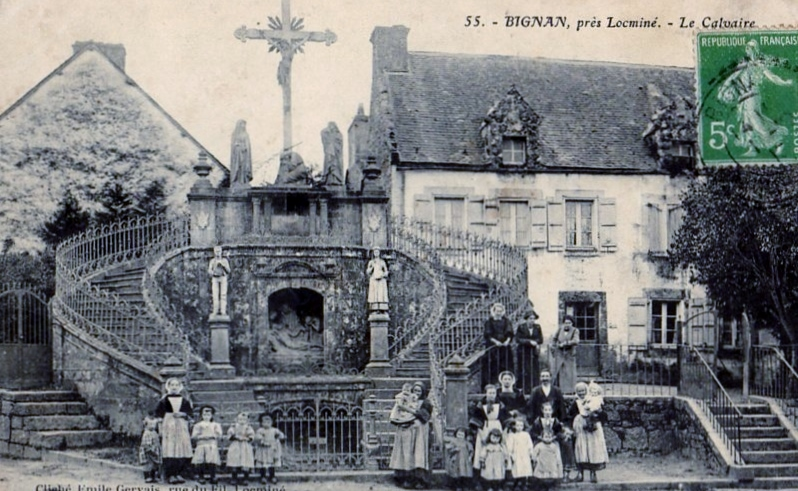
Le calvaire du bourg de Bignan vers 1920 (carte postale).
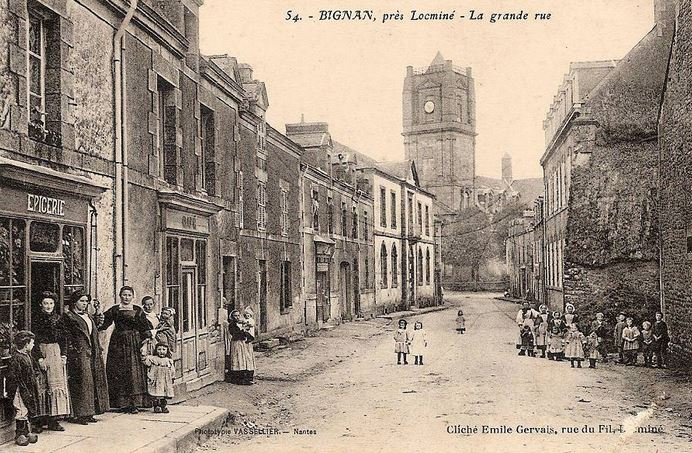
La "Grande Rue" de Bignan vers 1925.
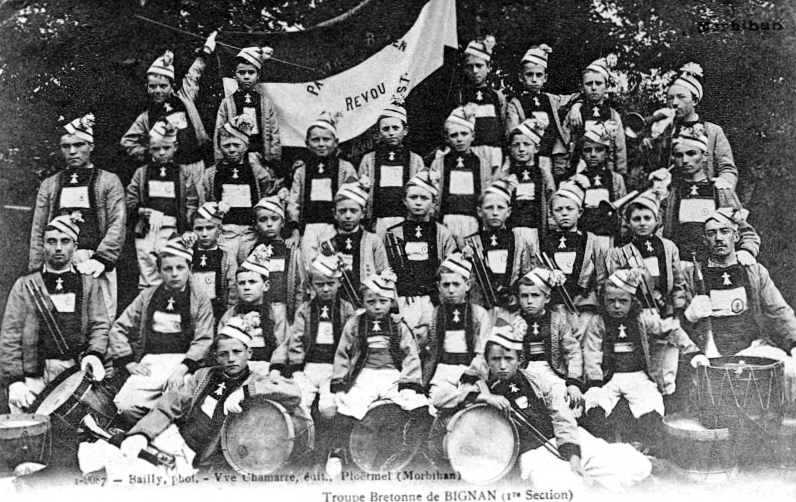
La "troupe bretonne" de Bignan vers 1925 (carte postale).
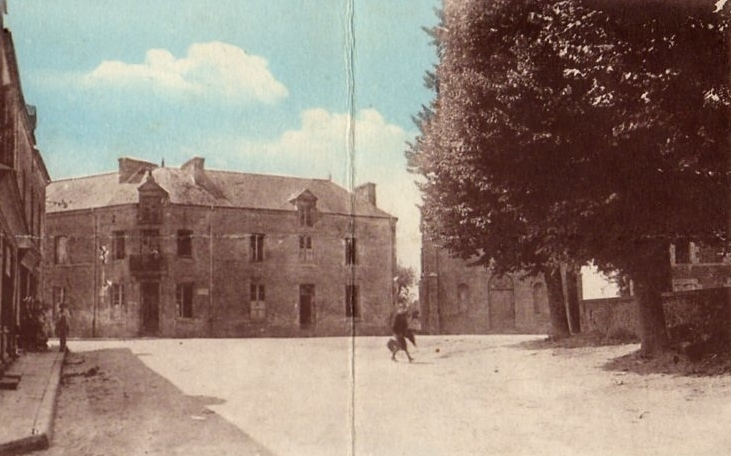
La Place de l'Église vers 1933 (carte postale).

#### La Seconde Guerre mondiale
Le monument aux morts de Bignan porte les noms de 12 personnes mortes pour la France pendant la Seconde Guerre mondiale, plusieurs d'entre elles étant des résistants comme Ben Ghali, Henri Jegat, d'autres étant des victimes civiles comme Aimé Jegoux, d'autres des soldats.

#### L'après Seconde Guerre mondiale
Trois soldats originaires de Bignan (Georges Le Barzic, A. Quilleré et H. Roger) sont morts pour la France pendant la guerre d'Algérie.
En 1961 Bernard Lhériau crée un abattoir de poulets à Bignan, qui est racheté en 1965 par le groupe Duquesne-Purina, qui ajoute en 1975 un atelier de découpe de dindes ; des cadres de l'entreprise rachètent celle-ci en 1981, puis celle-ci est rachetée tour à tour par Coopagri Bretagne en 1990, "France Volaille" en 1992 et le groupe Bourgoin en 1995, ce dernier rachat s'accompagnant de la création d'un nouvel atelier de découpe de dindes destinées à l'exportation et prend le nom de "groupe Ronsard" ; en 1998 cette société est rachetée par Coopagri Bretagne, société qui décide la construction d'un nouvel atelier de découpe de poulets en 2001 (ce qui en fait alors la deuxième plus grande usine de volailles de France); en 2020 l'usine passe sous le contrôle d'Eureden, issu de la fusion de Coopagri Bretagne avec Groupe D'Aucy.

## Politique et administration
| Période                                  | Période                  | Identité               | Étiquette   | Qualité |
| ---------------------------------------- | ------------------------ | ---------------------- | ----------- | --- |
| Les données manquantes sont à compléter. |                          |                        |             | |
| 1790                                     |                          | Pierre Nourry          |             | Recteur de Bignan. |
| 1793                                     |                          | Mathurin Le Roch       |             | Juge de paix. Officier public. |
| 1796                                     | 1797                     | Pierre Le Goff         |             | Fabricien en 1778. Capitaine chouan (lieutenant de Pierre Guillemot).                                                                                |
| 1797                                     | 1800                     | Augustin Vally         |             | Greffier de justice de paix. Officier public. |
| 1800                                     | 1808                     | Jean Le Corvic         |             | |
| 1808                                     | 1814                     | Louis Daniel           |             | Cultivateur. |
| 1814                                     | 1814                     | Jean Le Quentrec       |             | Cultivateur. Adjoint faisant fonction de maire entre mai et octobre 1814.                                                                            |
| 1814                                     | 1826                     | Guillaume Gillet       |             | Cultivateur à Kerlayec. Ancien chouan. |
| 1826                                     | 1830                     | Auguste de Brossard    |             | Notaire. Conseiller général. Destitué par Charles X de sa fonction de maire peu avant la Révolution des Trois Glorieuses. Assassiné par des Chouans. |
| 1830                                     | 1832                     | Lamour                 |             | |
| 1833                                     | 1834                     | Joseph Robin           |             | Cultivateur. Seulement adjoint au maire. |
| 1834                                     | 1844                     | Yves Marie Conan       |             | Cultivateur à Kergan. |
| 1844                                     | 1846                     | Joseph Rallier         |             | |
| 1846                                     | 1848                     | Yves Marie Conan       |             | Déjà maire de 1833 à 1844. |
| 1848                                     | 1861                     | Charles Le Brazidec    |             | Adjoint au maire suppléant le maire en 1846 et 1847. Cultivateur.                                                                                    |
| 1861                                     | 1871                     | René Le Brazidec       |             | Fils de Charles Le Brazidec, maire précédent. Cultivateur.                                                                                           |
| 1871                                     | 1875                     | Guillaume Marie Gillet |             | Cultivateur. |
| 1875                                     | 1877                     | Pierre Marie Cadoret   |             | Cultivateur. |
| 1877                                     | 1878                     | Pierre Caro            |             | Laboureur. |
| 1879                                     | 1881                     | Joachim Guillemet      |             | Cultivateur. |
| 1881                                     | 1916                     | Paul-Henri Lanjuinais  | Monarchiste | Officier de cavalerie |
| Les données manquantes sont à compléter. |                          |                        |             | |
| vers 1933                                |                          | Joseph Thiboult        |             | |
| vers 1941                                |                          | M. Le Guével           |             | |
| 1945 ?                                   | mars 1959                | M. Kerdat              |             | |
| mars 1959                                | 21 mars 1971             | Jean Thomas            | DVD-UNR     | Notaire |
| 21 mars 1971                             | 28 janvier 1979 (décès)  | Jean Daniel            |             | Retraité |
| 4 mars 1979                              | 22 mars 1981 (démission) | Henri Mahéas           |             | |
| 22 mars 1981                             | 16 mars 2008             | Henri-Michel Kersuzan, | DVD-UMP     | Retraité civil Conseiller général de Saint-Jean-Brévelay (1998 → 2011)                                                                               |
| 16 mars 2008                             | 27 mai 2020              | Louis Morio            | SE          | Retraité de l'enseignement |
| 27 mai 2020                              | En cours                 | Chantal Bihoès,        | DVD         | Aide-médico psychologique, ancienne adjointe 3e vice-présidente Centre Morbihan Communauté (2021 → )                                                 |

## Économie
Un parc éolien de deux mâts est installé sur le territoire de la commune depuis 2009. L'entreprise InnoVent qui en est propriétaire l'utilise en 2015 comme support d'un prêt participatif ouvert au public.

## Démographie
L'évolution du nombre d'habitants est connue à travers les recensements de la population effectués dans la commune depuis 1793. Pour les communes de moins de 10 000 habitants, une enquête de recensement portant sur toute la population est réalisée tous les cinq ans, les populations de référence des années intermédiaires étant quant à elles estimées par interpolation ou extrapolation. Pour la commune, le premier recensement exhaustif entrant dans le cadre du nouveau dispositif a été réalisé en 2004.

En 2022, la commune comptait 2 750 habitants, en évolution de −1,33 % par rapport à 2016 (Morbihan : +3,82 %, France hors Mayotte : +2,11 %).
| 1793  | 1800  | 1806  | 1821  | 1831  | 1836  | 1841  | 1846  | 1851  |
| ----- | ----- | ----- | ----- | ----- | ----- | ----- | ----- | ----- |
| 2 891 | 2 895 | 2 862 | 2 570 | 2 822 | 3 000 | 3 006 | 3 085 | 3 081 |

| 1856  | 1861  | 1866  | 1872  | 1876  | 1881  | 1886  | 1891  | 1896  |
| ----- | ----- | ----- | ----- | ----- | ----- | ----- | ----- | ----- |
| 3 063 | 3 009 | 2 628 | 2 509 | 2 561 | 2 703 | 2 699 | 2 745 | 2 756 |

| 1901  | 1906  | 1911  | 1921  | 1926  | 1931  | 1936  | 1946  | 1954  |
| ----- | ----- | ----- | ----- | ----- | ----- | ----- | ----- | ----- |
| 2 787 | 2 770 | 2 643 | 2 391 | 2 473 | 2 507 | 2 408 | 2 283 | 2 095 |

| 1962  | 1968  | 1975  | 1982  | 1990  | 1999  | 2004  | 2006  | 2009  |
| ----- | ----- | ----- | ----- | ----- | ----- | ----- | ----- | ----- |
| 2 061 | 2 067 | 2 227 | 2 446 | 2 567 | 2 546 | 2 531 | 2 549 | 2 723 |

| 2014  | 2019  | 2022  | - | - | - | - | - | - |
| ----- | ----- | ----- | - | - | - | - | - | - |
| 2 784 | 2 774 | 2 750 | - | - | - | - | - | - |

## Langue bretonne

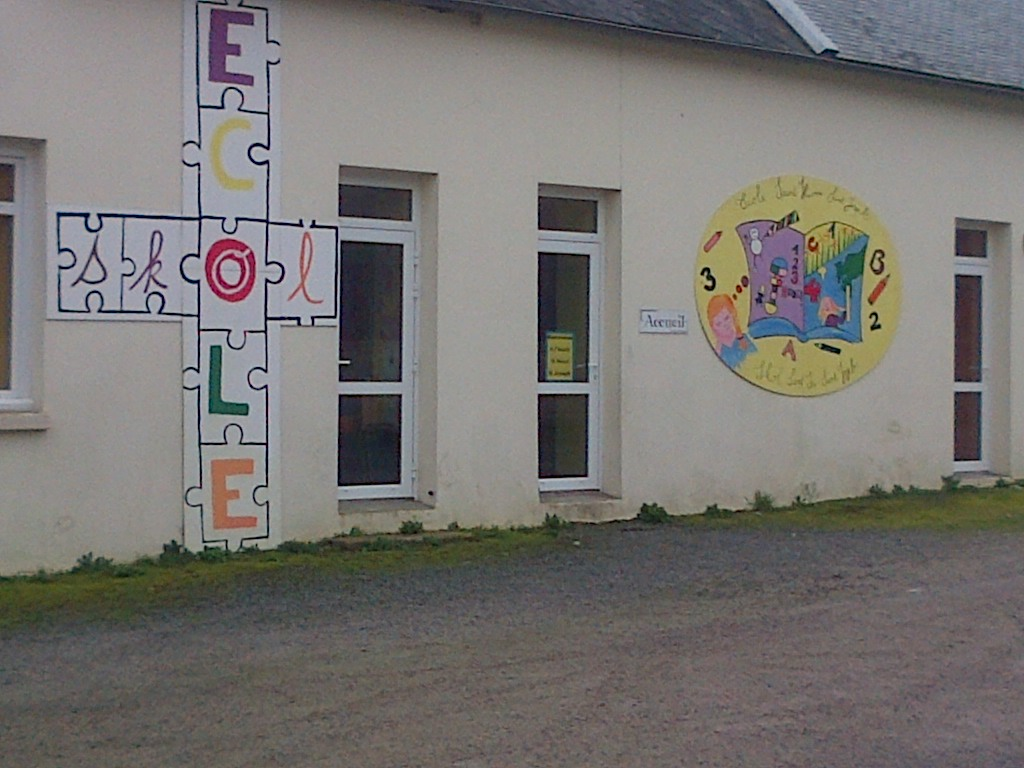
École bilingue à Bignan.

En breton la ville se nomme Begnen. La commune a signé la charte Ya d'ar brezhoneg le 20 novembre 2009.
À la rentrée 2016, 49 élèves étaient scolarisés dans la filière bilingue catholique, soit 22 % des enfants de la commune inscrits dans le primaire.

## Culture locale et patrimoine

### Lieux et monuments
- Allée couverte et dolmen de Kergonfalz.

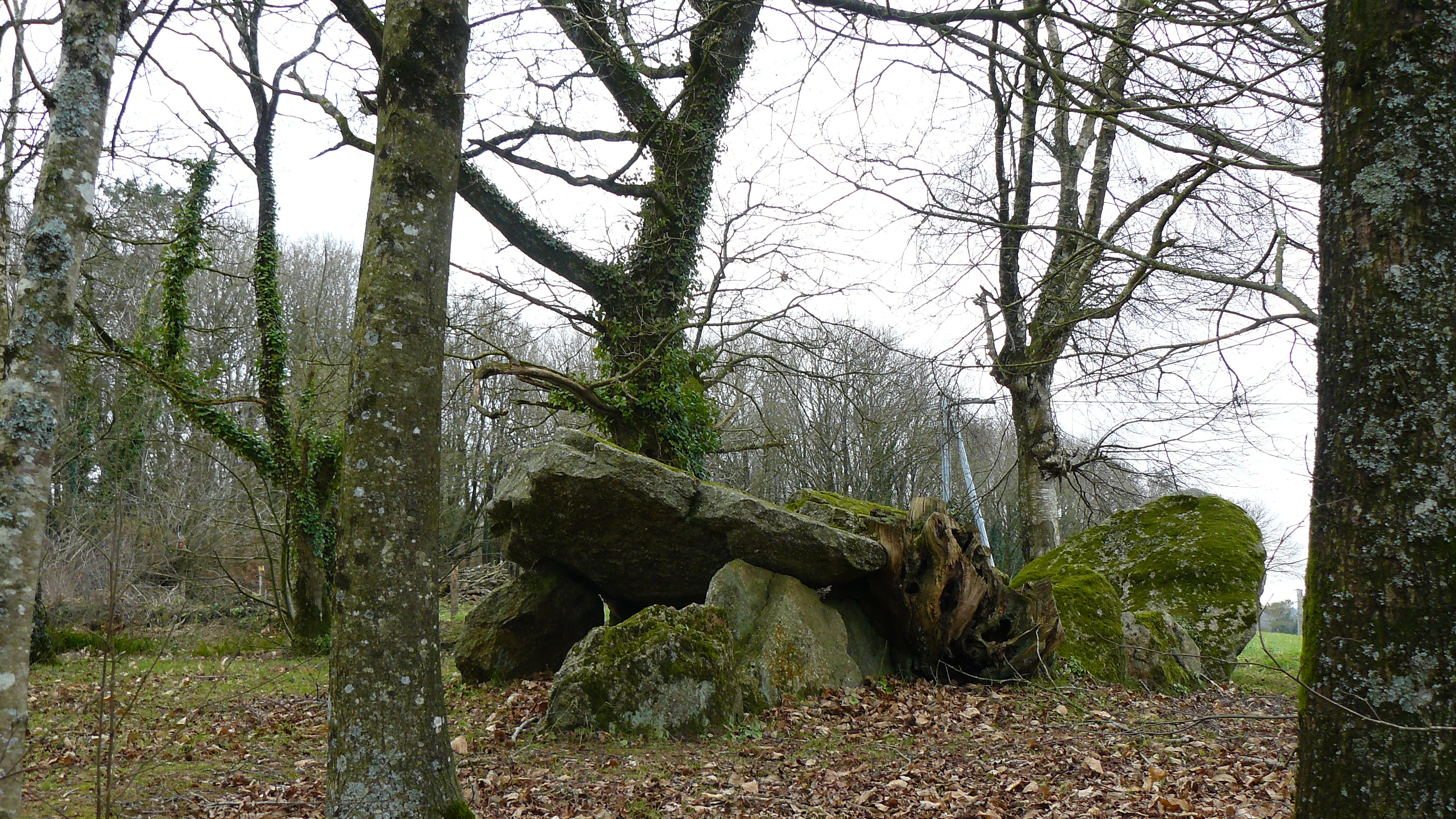
Allée couverte de Kergonflaz.

- Église Saint-Pierre-et-Saint-Paul : elle a été reconstruite à la fin du XVIIIe siècle à l'initiative du recteur Pierre Nourry.

- Chapelle Notre-Dame des Trois-Fontaines : selon la tradition, ce serait le siège initial de la paroisse de Bignan et aurait été la chapelle du couvent des Templiers. Elle a été reconstruite au XVIe siècle dans le style flamboyant. Son pèlerinage a longtemps été très fréquenté

on y venait notamment pour la guérison des furoncles. La fontaine Saint-Éloi de Bignan, située à proximité, est une fontaine de dévotion dédiée à saint Éloi.

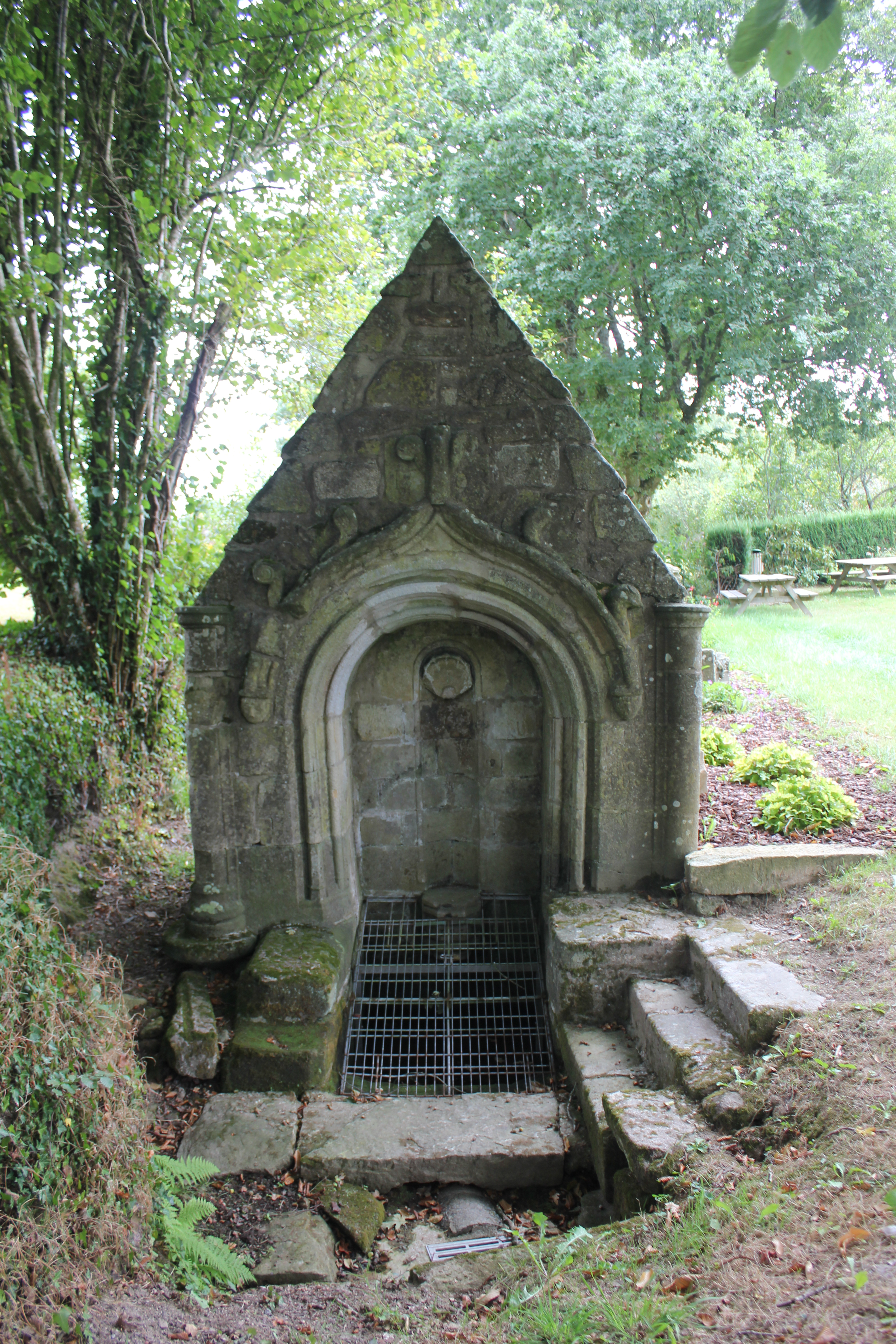
Fontaine Saint-Éloi : vue d'ensemble.

- Chapelle Saint-Lubin, dédiée à saint Lubin et située dans le village de Sainte-Suzanne (XVIIe siècle-XVIIIe siècle ; son clocheton date de 1727) et son calvaire. Son pardon se tient au mois de juin.

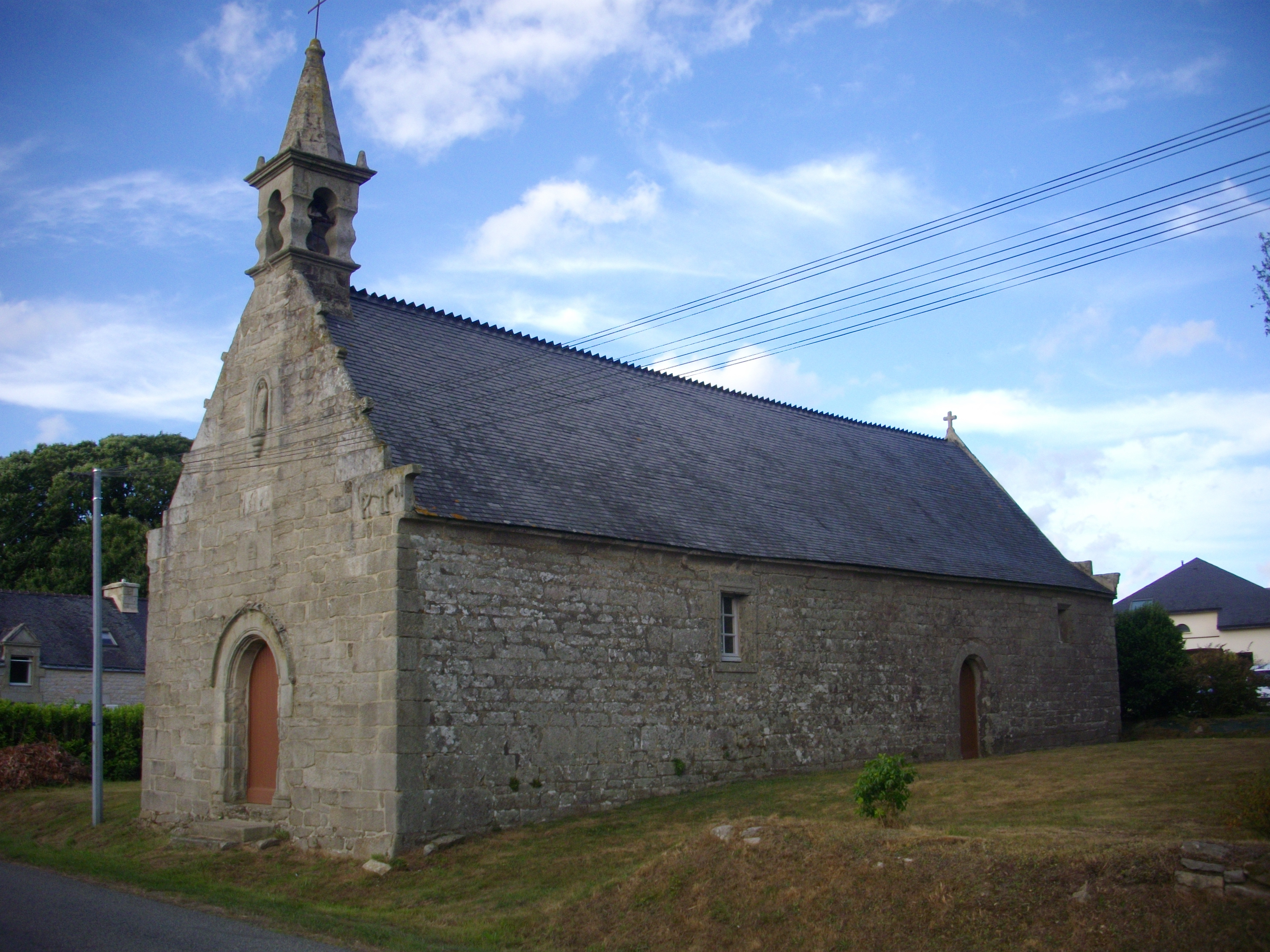
Chapelle Saint-Lubin : vue extérieure d'ensemble.
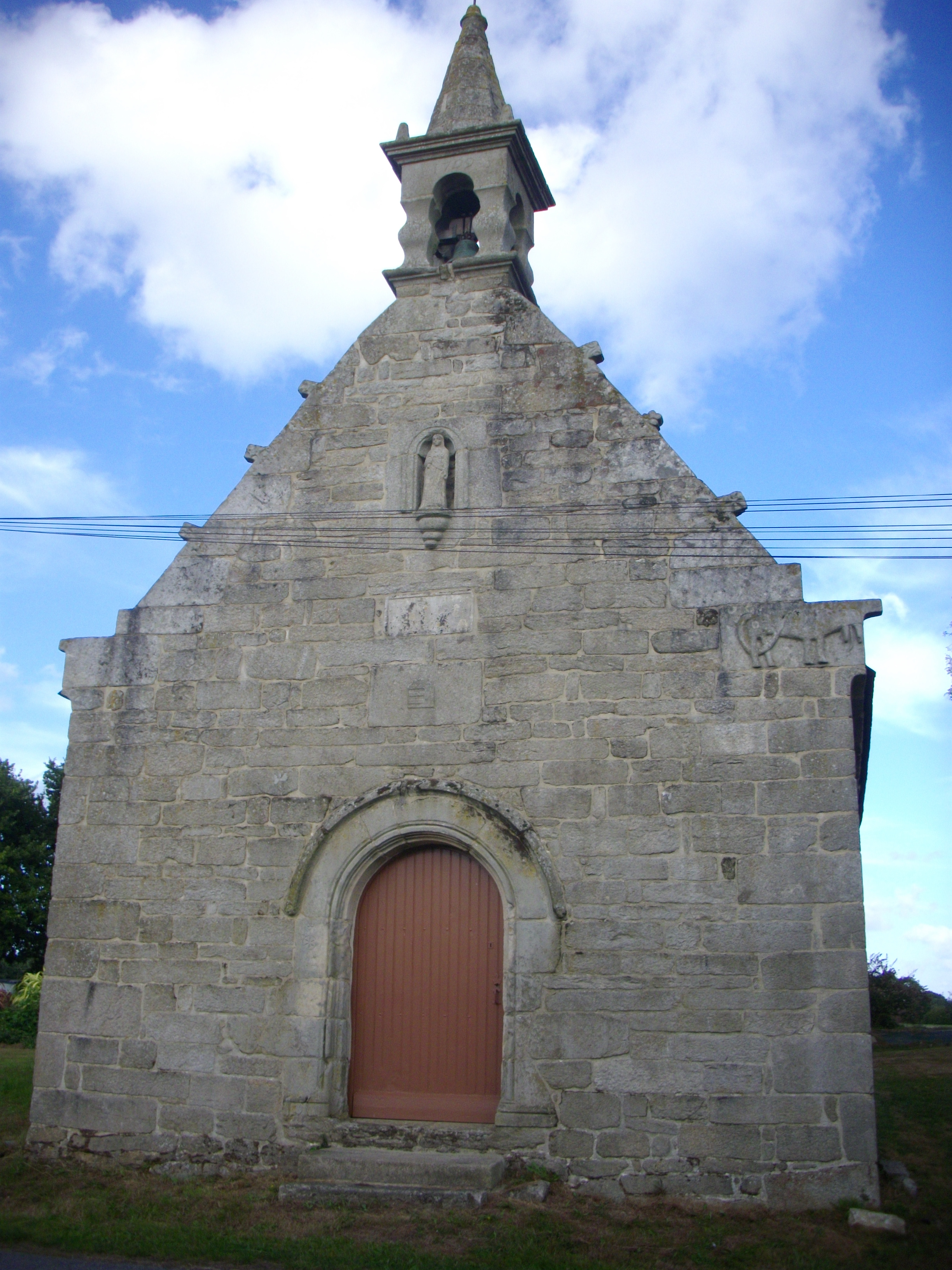
Chapelle Saint-Lubin : façade occidentale.
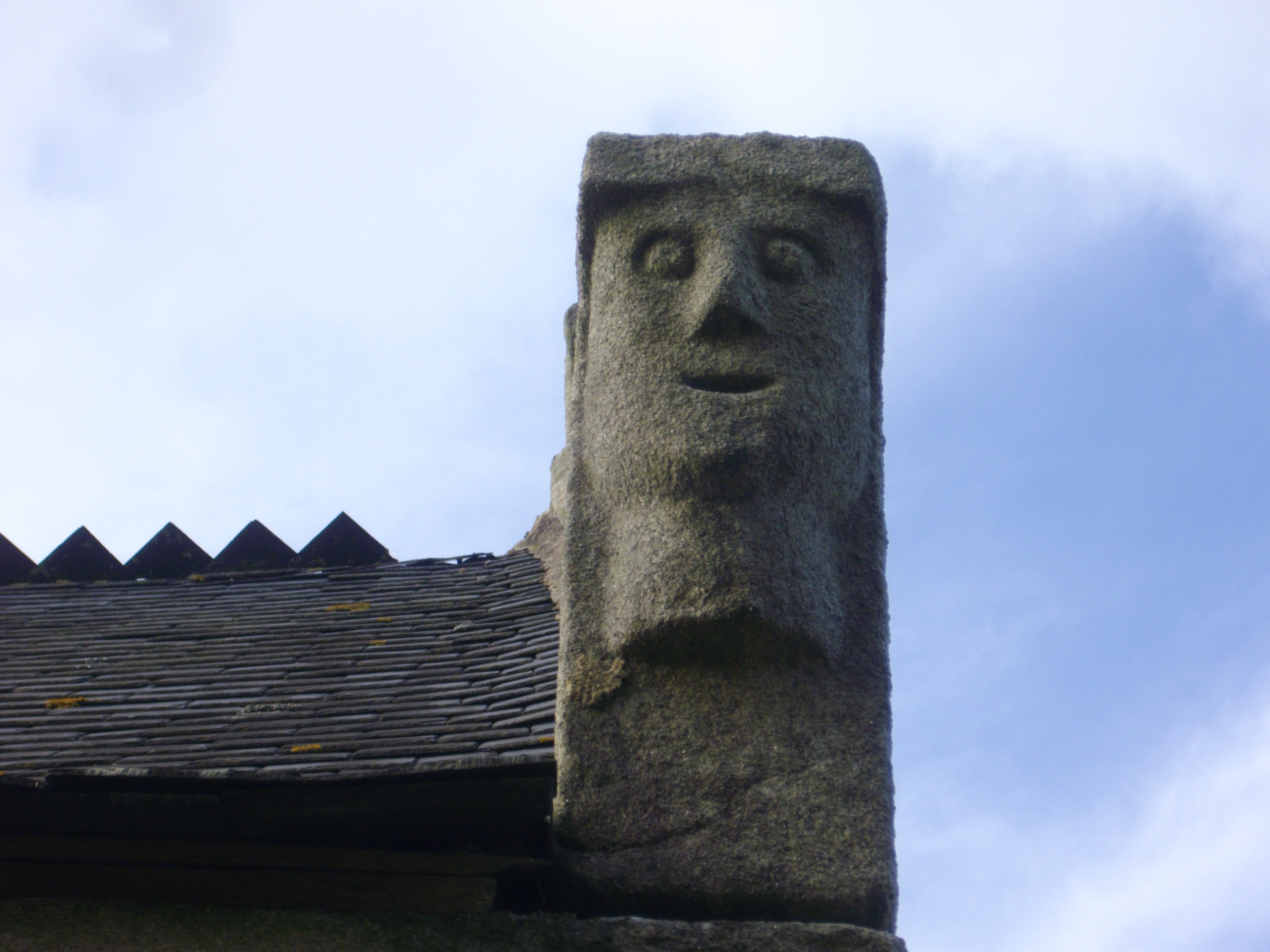
Chapelle Saint-Lubin : modillon sud-est.
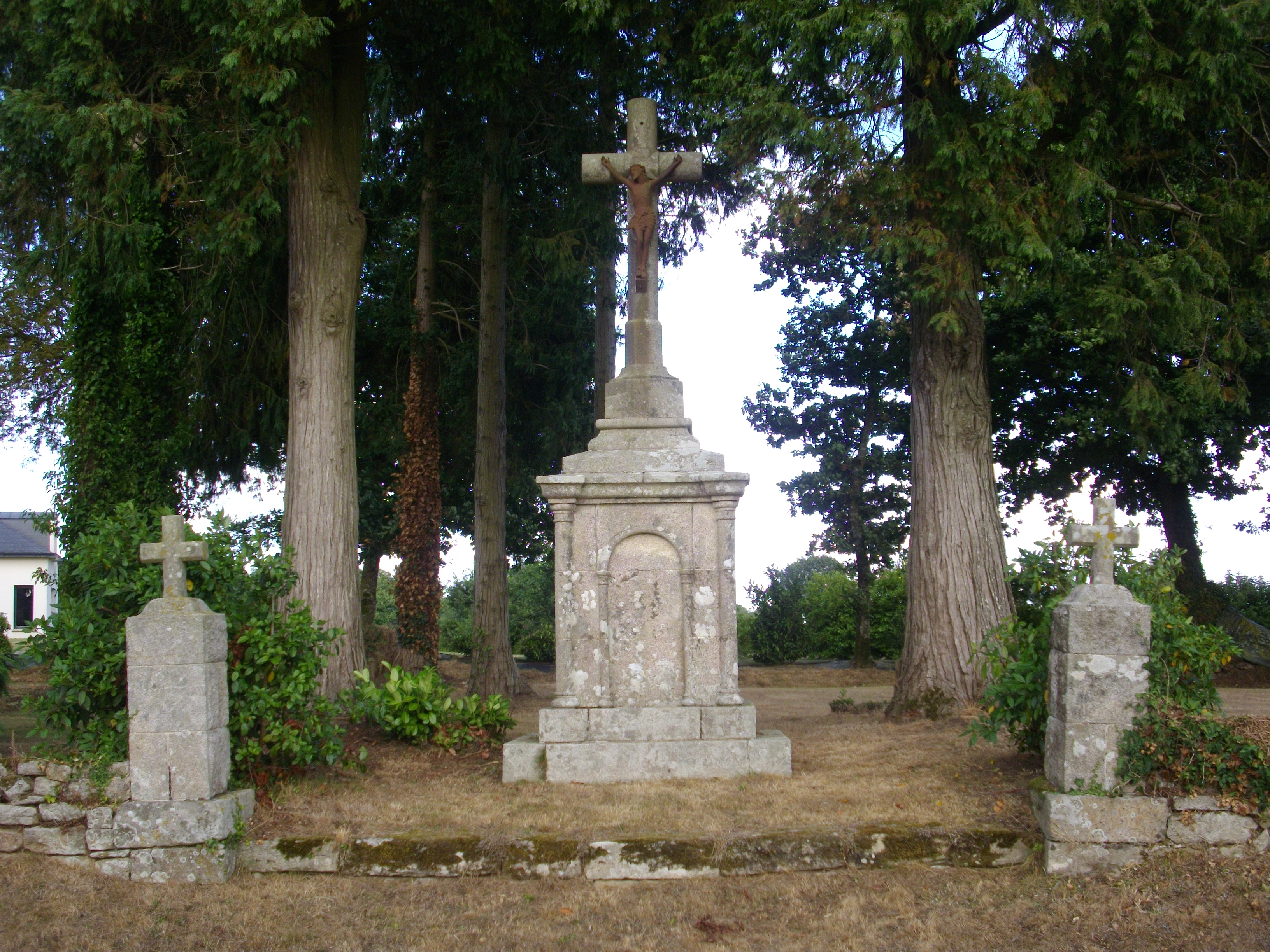
Le calvaire de la chapelle Saint-Lubin.

- Chapelle Sainte-Noyale : située dans le village du Bézo, elle est dédiée à la fois à Notre-Dame des Fleurs et à sainte Noyale (laquelle, selon la légende, aurait été décapitée à Bézo par un tyran local du nom de Nizan) ; elle date principalement du XVIe siècle. Édifice désormais désaffecté, la chapelle a accueilli en 2020 le festival « l’Art dans les chapelles »[77] et la fontaine Sainte-Nolwenn.

- Chapelle de la Sainte-Trinité : située près du château de Kerguéhennec, elle a été pillée lors de la Révolution française et est tombée en ruines dans le courant du XIXe siècle ; elle a été restaurée depuis 1972 par le Conseil général du Morbihan.

- Château de Kerguéhennec : depuis 1972 il est  propriété du département du Morbihan et abrite depuis 1986 un centre d'art contemporain installé dans le château du XVIIIe siècle et son parc et un arboretum. Un « Atelier régional de restauration » d'œuvres d'art y a été créé en 1984 à l'initiative de l'association « Buhez » (regroupement de musées bretons).

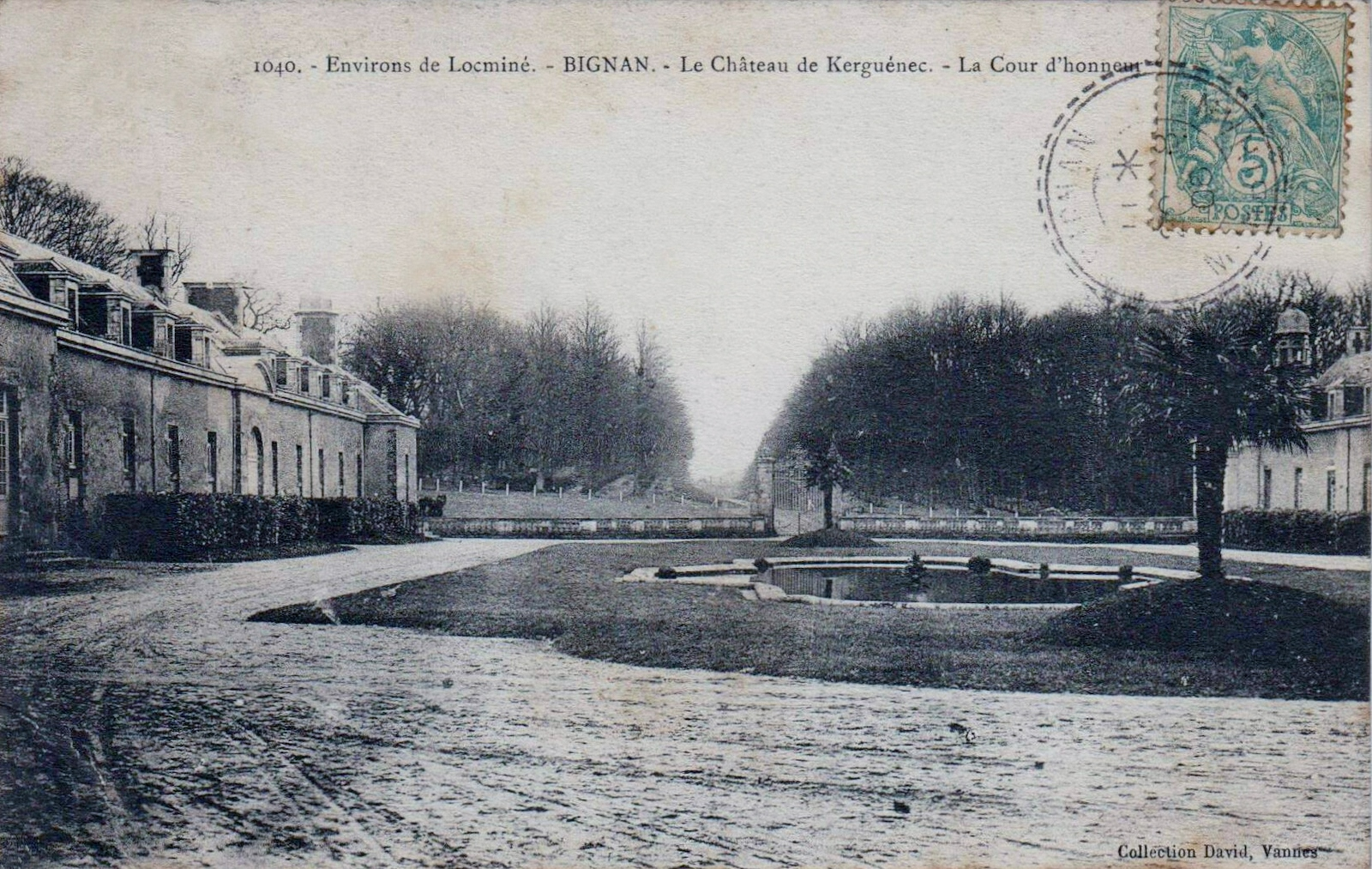
Le château de Kerguéhennec au début du XXe siècle : la cour d'honneur (carte postale).
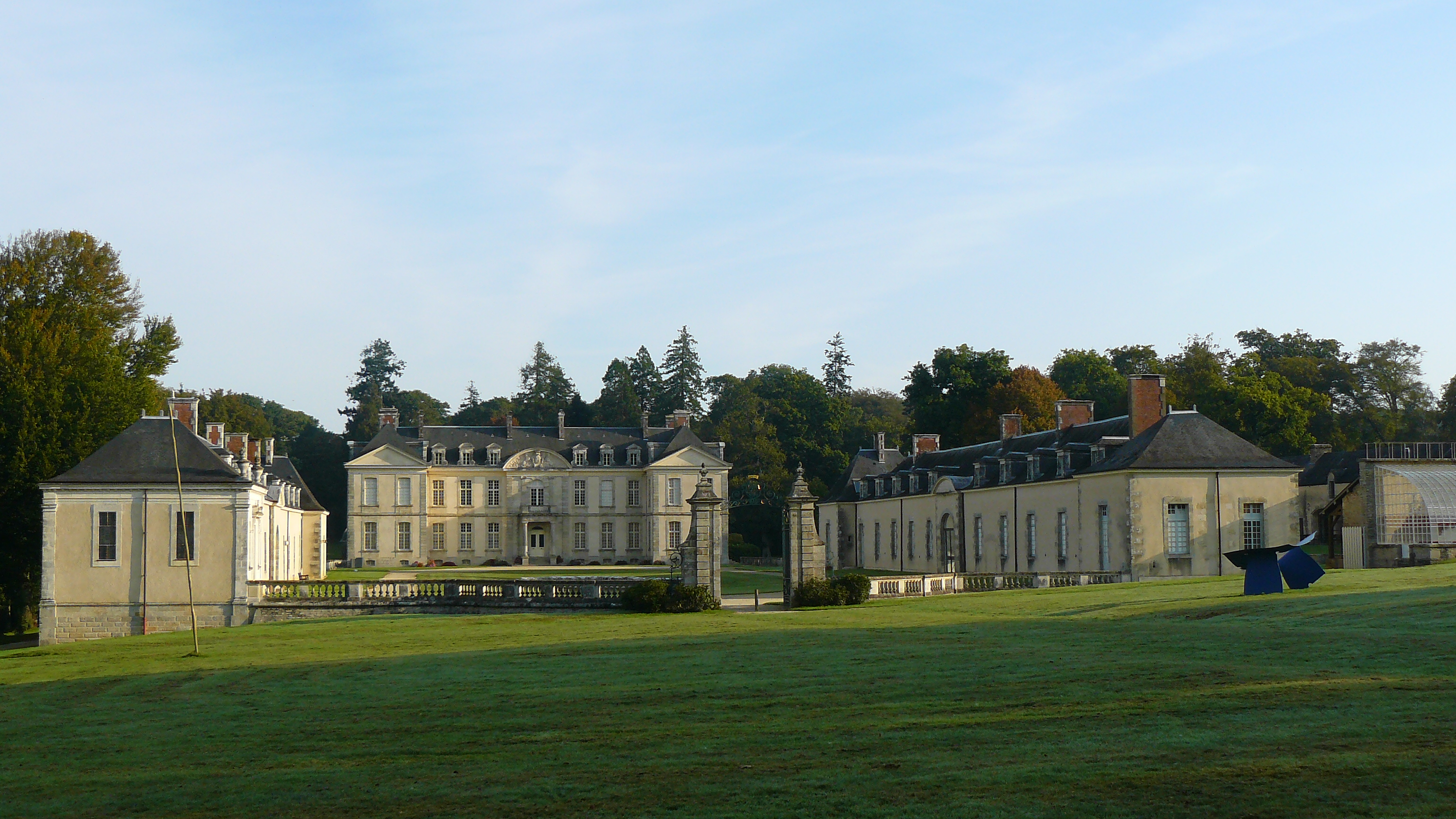
Domaine de Kerguéhennec.
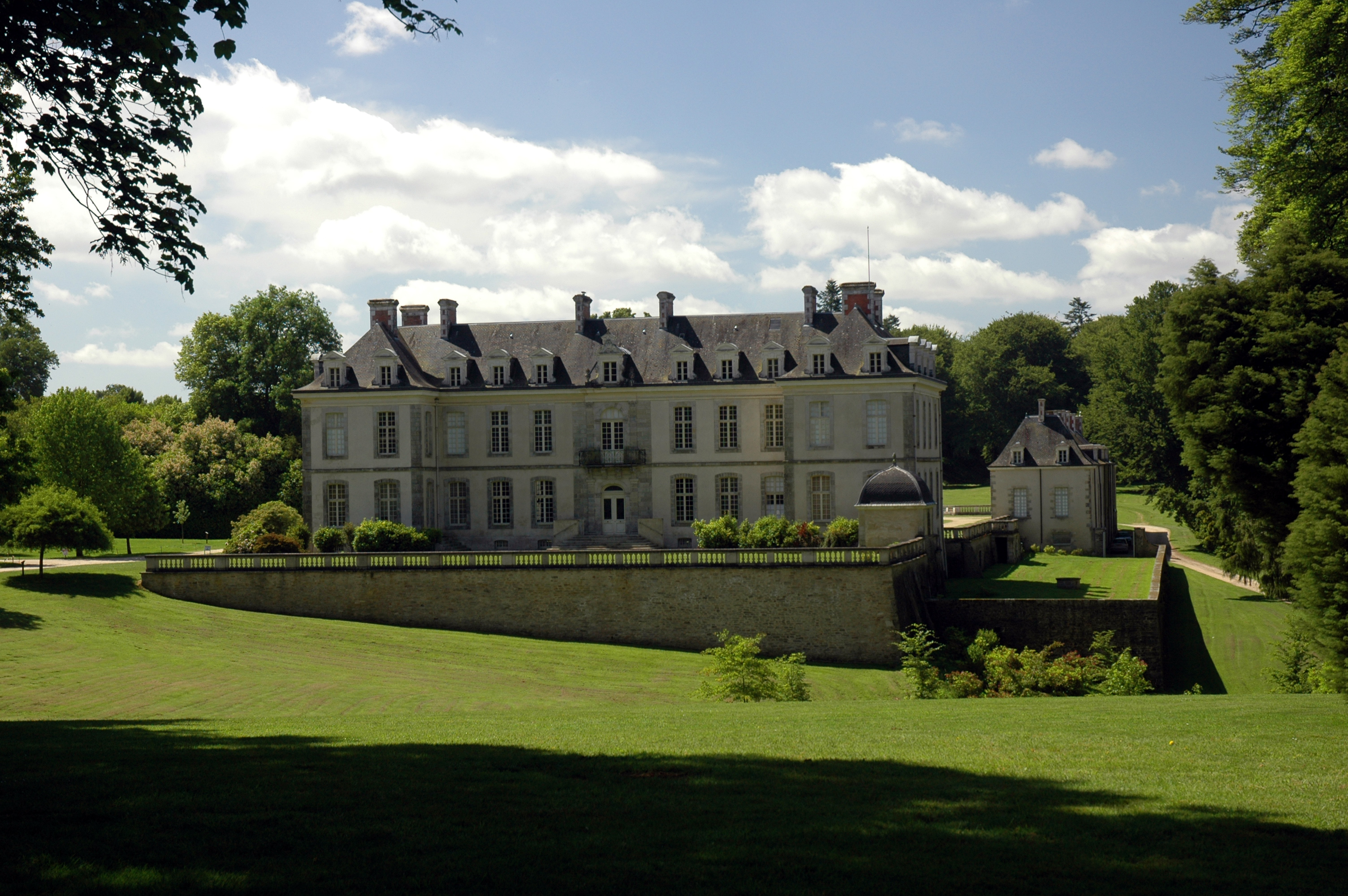
Le château de Kerguéhennec.
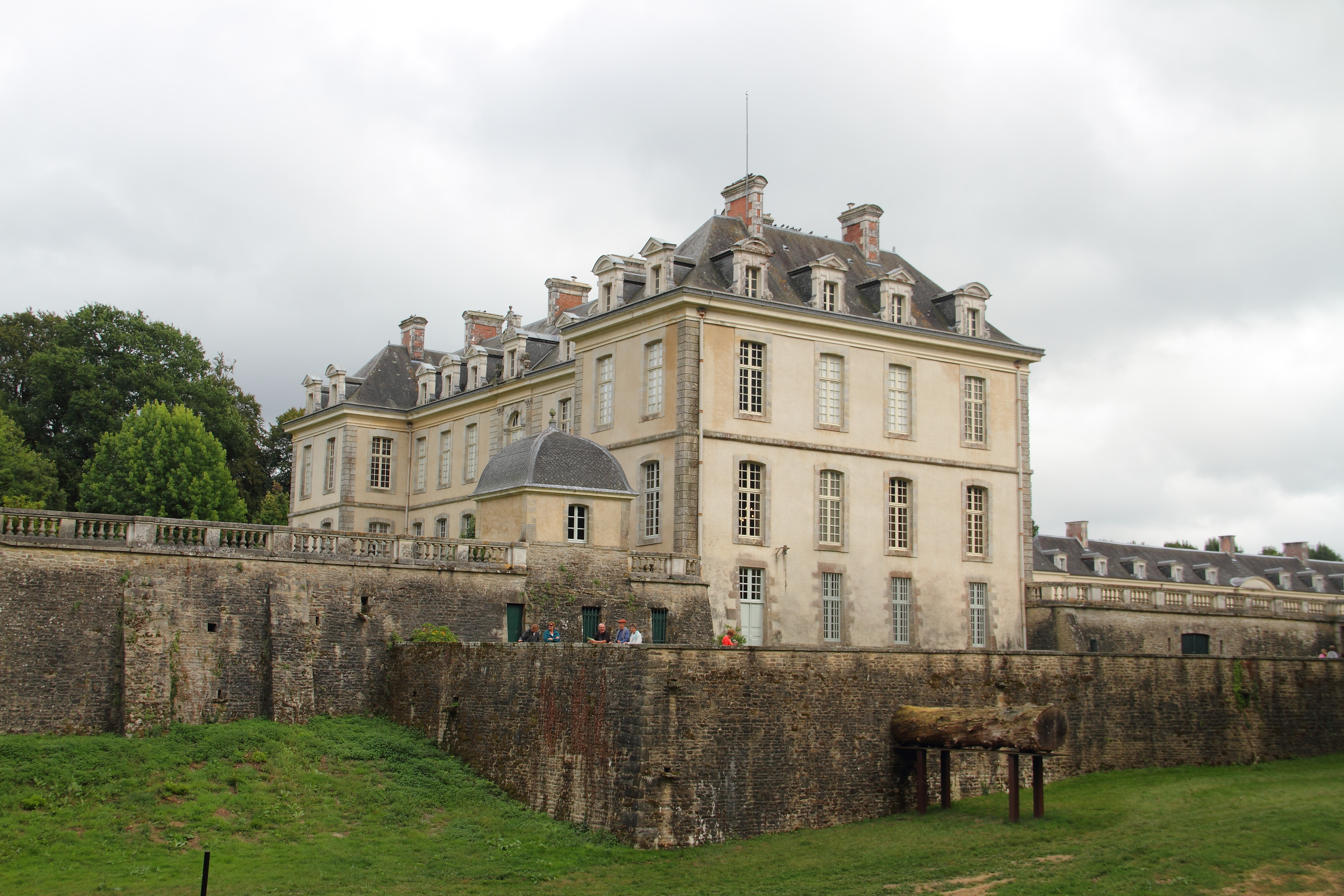
Le château de Kerguéhennec.

- Manoir de Tréhardet, date du XVIe siècle, inscrit partiellement ( la galerie, les façades et toitures du logis secondaire) au titre des monuments historiques par arrêté du 28 novembre 1989[78].

- Château de Beaulieu (il date de la 2e moitié du XIXe siècle, mais a été construit à l'emplacement d'un château féodal disparu)[79].

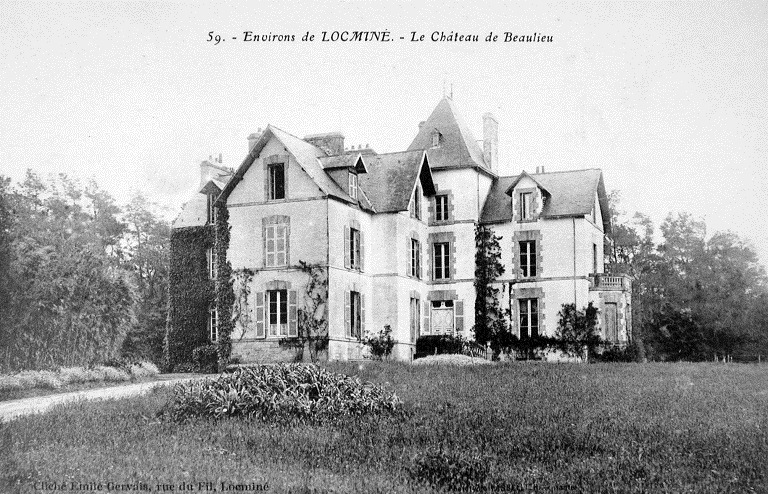
Le château de Beaulieu vers 1925 (carte postale Émile Gervais).

- Bignan compte 42 calvaires dont la taille et la forme varient de la simple croix à l'édifice monumental. L'un d'eux porte la mention « La pierre s'usera, la croix demeurera, les gars de Bignan ne plieront pas »[80].
- Croix du bourg de Bignan (XVIe siècle).
- Croix de Treuliec (XVIIe siècle).

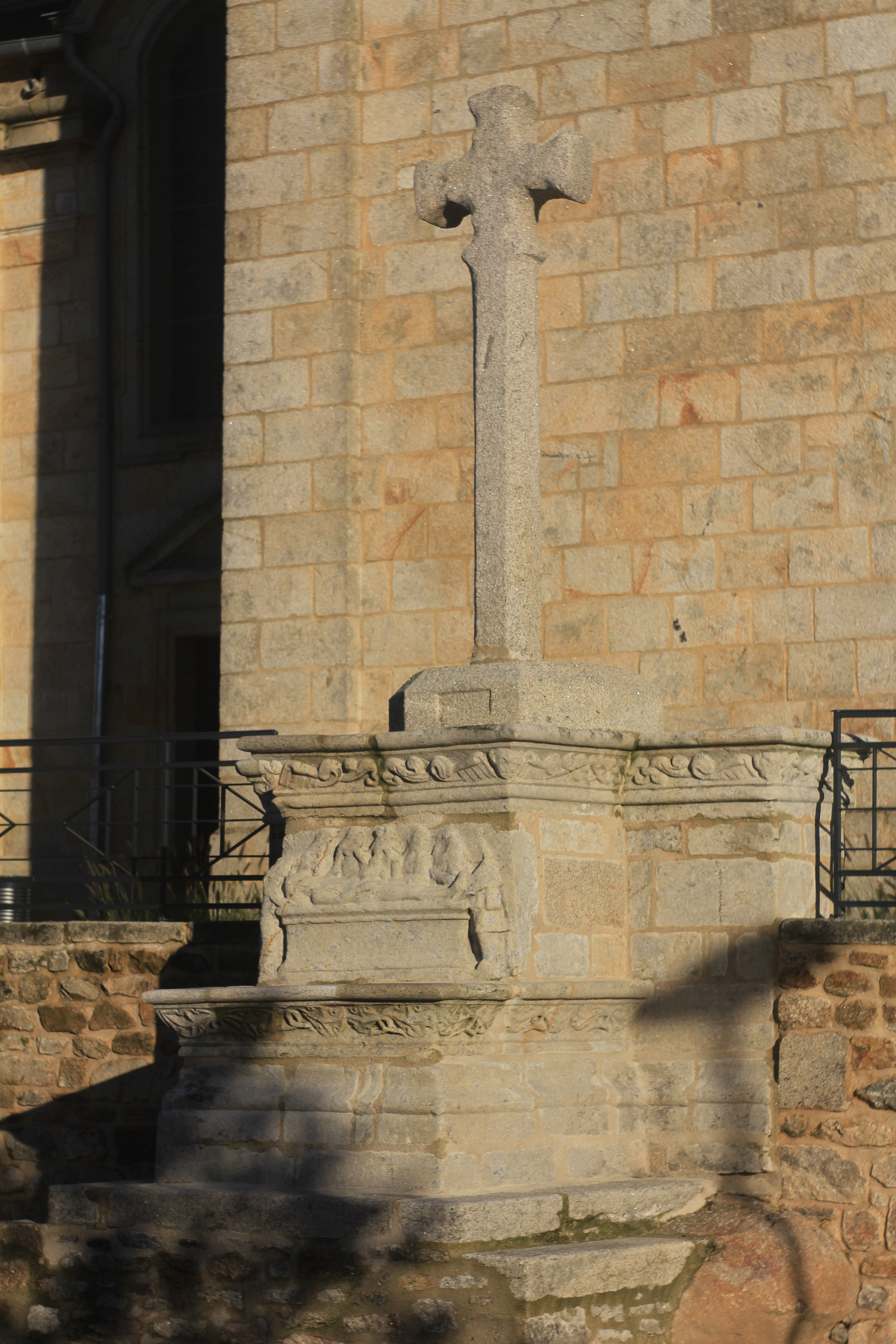
Croix du bourg : vue d'ensemble.
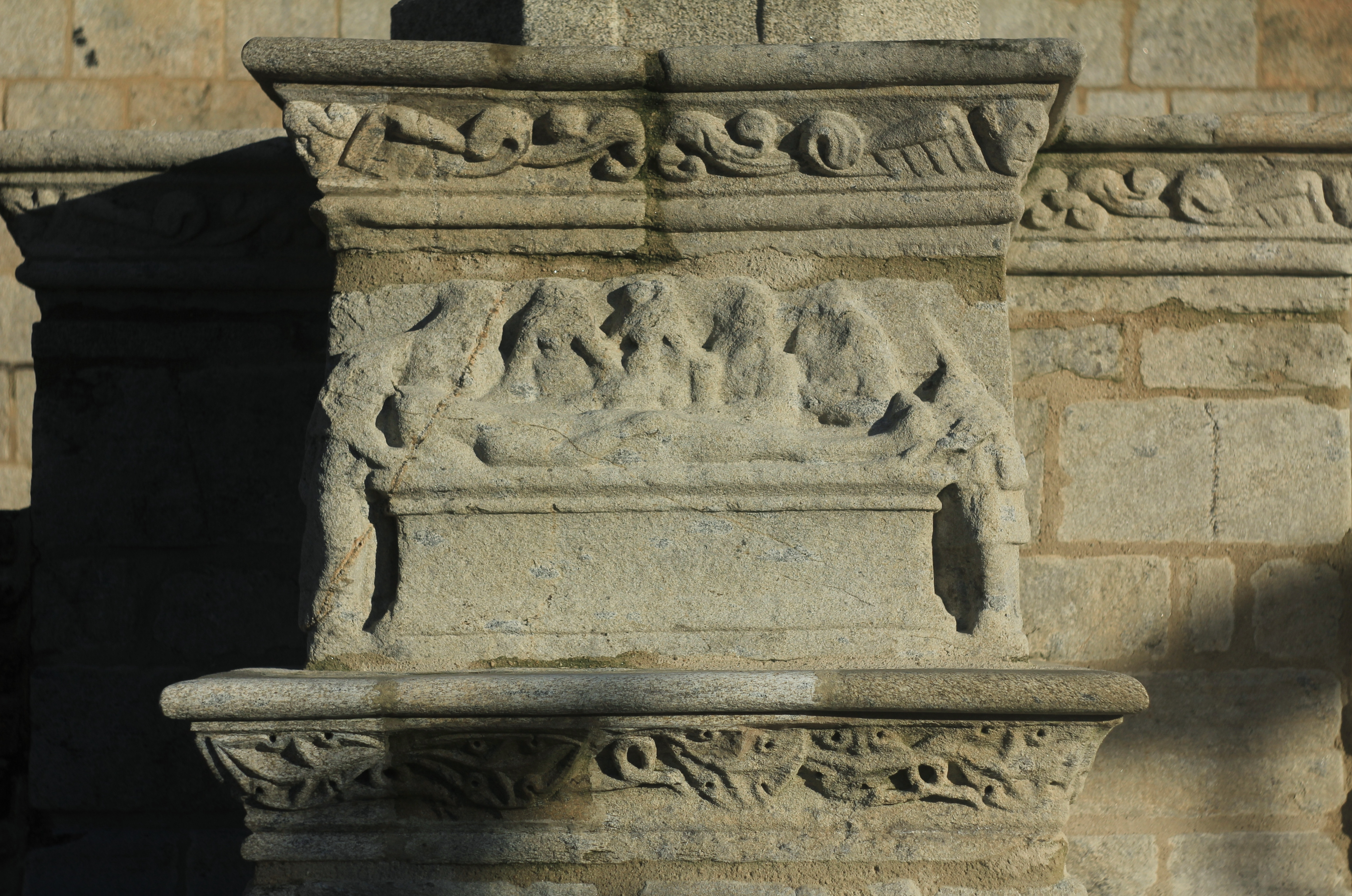
Croix du bourg : détail du socle.
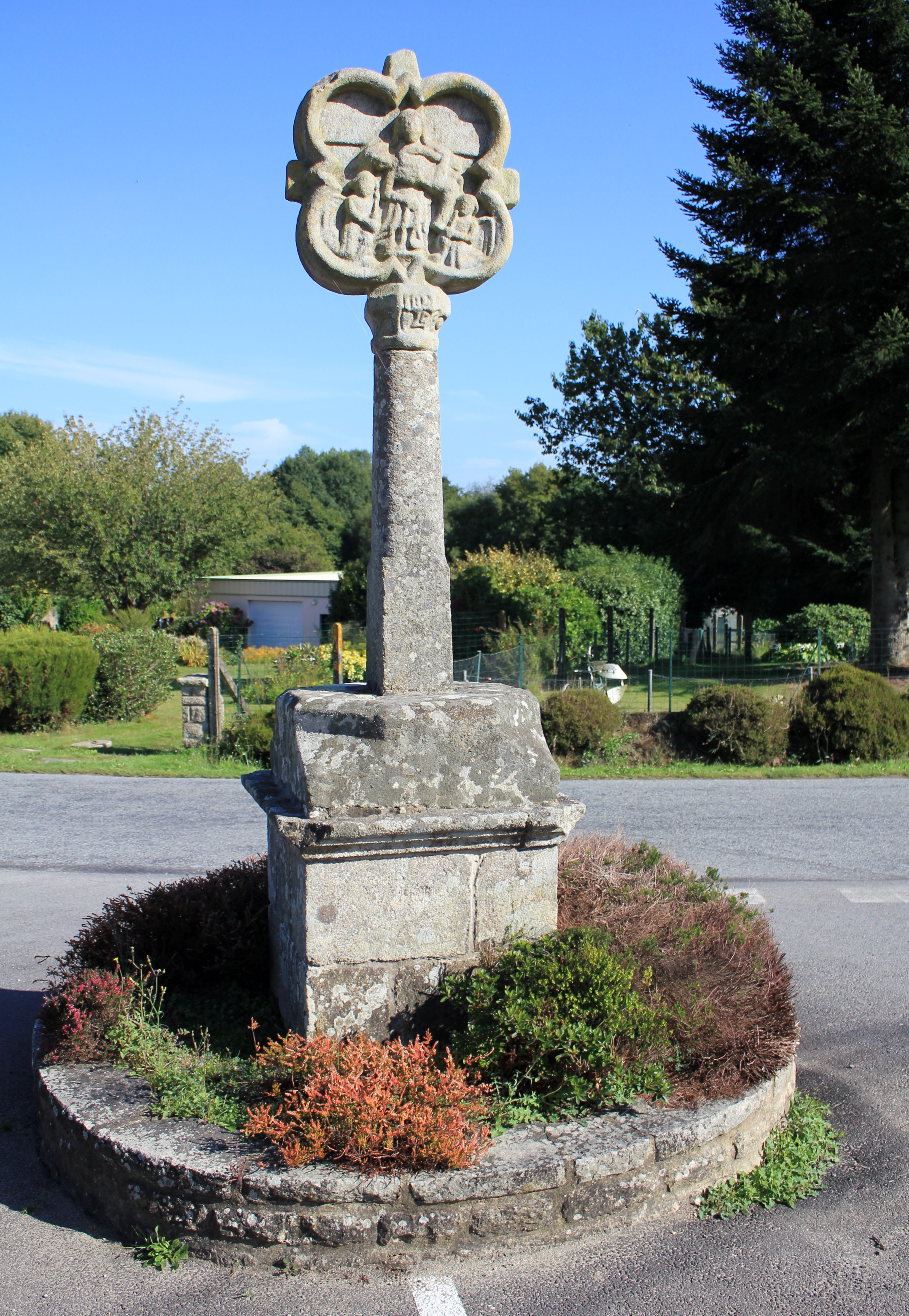
Croix de Treuliec : vue d'ensemble.
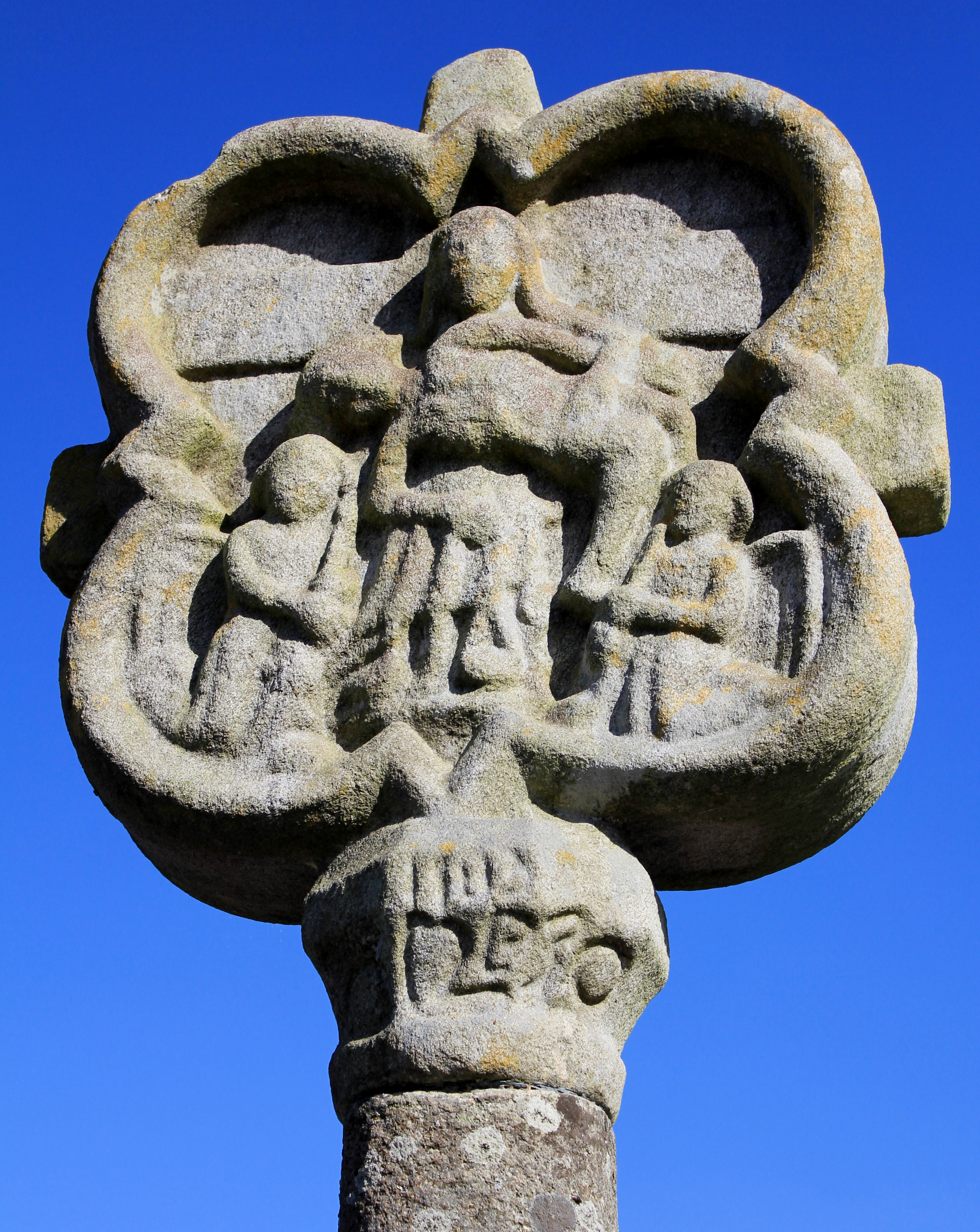
Croix de Treuliec : partie sommitale.

- Ferme de Pierre Guillemot à Kerdel.

### Personnalités liées à la commune
- Pierre Guillemot (1759-1805), chef chouan, dit le Roi de Bignan.
- Pierre Jean Le Bouhellec (1763-1838), homme politique né à Bignan, député du Morbihan en 1815 pendant les Cent-Jours.
- Arthur Emmanuel Espivent de La Villesboisnet (1872-1939), député du Morbihan entre 1914 et 1919, habitait alors le château de Kerguéhennec.

### Héraldique
|  | Les armes de Bignan se blasonne ainsi : Coupé, au un au chevron de gueules accompagné en chef de deux hures de sable et en pointe d’un lévrier du même ; au deux d’azur à trois bandes d’hermine. (à partir des armes de la famille de Janzé) Conc. J. Daniele |